# Concours Eurovision de la chanson 2025
United by Music
- Pays participants qualifiés pour la finale
- Pays participants éliminés en demi-finale
- Pays ayant participé dans le passé

Malmö 2024 Vienne 2026
Le Concours Eurovision de la chanson 2025 est la 69e édition du Concours. Il a lieu les 13, 15 et 17 mai 2025 à la Halle Saint-Jacques de Bâle en Suisse, à la suite de la victoire de Nemo lors de l'édition 2024 avec sa chanson The Code. C'est la troisième fois que le pays accueille l'Eurovision après les éditions 1956 et 1989. Trente-sept pays participent à cette édition.
L'Autriche, représentée par Johannes Pietsch — sous le nom de scène JJ — avec sa chanson Wasted Love, remporte le concours avec un total de 436 points, dont 258 de la part des jurys et 178 du télévote. C'est la troisième victoire du pays après celles de 1966 et 2014. Israël arrive en 2e position avec 357 points, dont 297 du télévote qu'il remporte. L'Estonie arrive 3e avec 356 points et réalise ainsi son meilleur résultat depuis 2002. Le Top 5 est complété par la Suède et l'Italie.
L'édition est marquée, comme l'année précédente, par une large controverse entourant la participation israélienne et le résultat final du pays.

## Préparation du concours
À la suite de la victoire suisse en 2024, l'édition 2025 a lieu en Suisse. Les préparations commencent dès la conférence de presse de la victoire de Nemo, dans la nuit du 11 au 12 mai 2024, lorsqu'un représentant de l'UER remet à ceux du diffuseur suisse SRG SSR les premiers documents concernant l'organisation de l'événement. Le pays reçoit l'Eurovision pour la troisième fois, après avoir accueilli les éditions 1956 à Lugano et 1989 à Lausanne.

### Lieu
| \| 50 km1:3 318 000 Ville hôte Ville finaliste Autre ville candidate \| Bâle Berne Genève Zurich |
| 50 km1:3 318 000 Ville hôte Ville finaliste Autre ville candidate                                |

| 50 km1:3 318 000 Ville hôte Ville finaliste Autre ville candidate |

Le 12 mai 2024, lendemain de la victoire de Nemo, la ville de Genève, avec sa salle de Palexpo, est la première à exprimer sa volonté d'accueillir l'édition 2025 du concours, avec un dossier de candidature déjà préparé,. Les villes de Bâle avec sa Halle Saint-Jacques, Saint-Gall avec l'Olma et Zurich avec son Hallenstadion confirment leur intérêt peu après,,,.
La semaine du 27 mai, SRG SSR annonce avoir officiellement lancé la procédure de sélection du lieu en fournissant aux différentes villes intéressées le livret détaillant les prérequis. Les municipalités ont jusqu'à la fin du mois de juin pour préparer leur dossier de candidature. Le 7 juin 2024, la ville de Bâle officialise sa candidature pour accueillir l'Eurovision. Le 12 juin, Saint-Gall annonce renoncer, en raison notamment de contraintes financières trop importantes. Le même jour, deux motions en faveur d'une candidature pour recevoir le Concours sont votées par le conseil municipal de Zurich. Finalement, le 26 juin, SRG SSR confirme les candidatures de quatre villes : Bâle, Berne, Genève et Zurich. Le 19 juillet, la sélection est réduite à Bâle et Genève. Finalement, le 30 août 2024, l'UER et SRG SSR annoncent que le concours se tiendra à la Halle Saint-Jacques de Bâle.

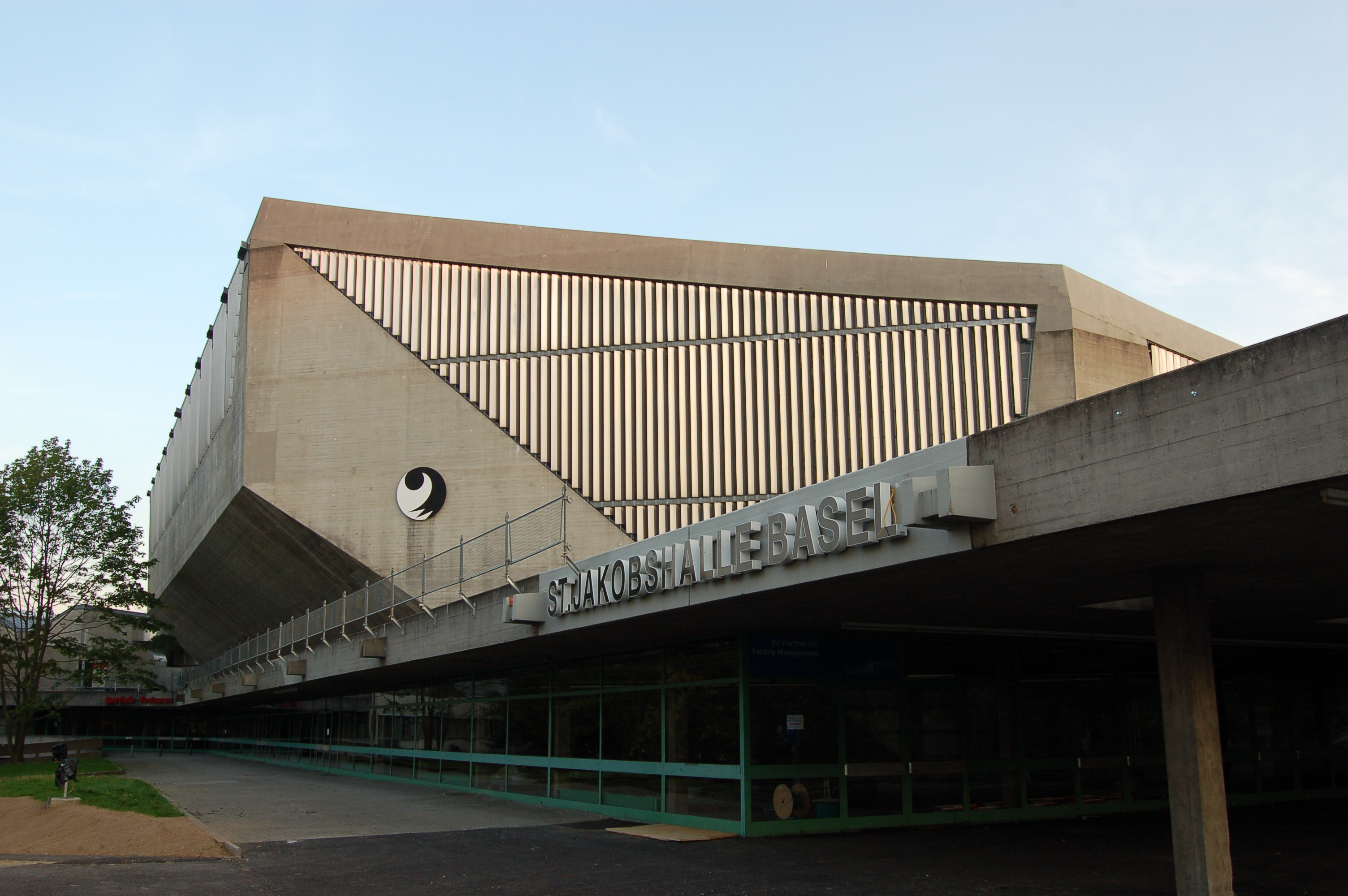
La Halle Saint-Jacques, lieu d'accueil de la 69e édition du concours.

### Organisation
Le 30 août 2024, l'UER et SRG SSR annoncent que l'Eurovision 2025 se tiendra les 13, 15 et 17 mai 2025. Le budget est estimé à 61 MCHF, répartis entre le canton de Bâle-Ville pour 35 MCHF, la SRG SSR pour 20 MCHF et l'UER pour 6 MCHF,.

### Partenaires
L'Eurovision 2025 compte un total de treize partenaires et sponsors. Le sponsor principal est l'entreprise israélienne Moroccanoil, et ce pour la cinquième année consécutive,,. Bien que le contrat initial ne couvre que les concours 2020 à 2024, il est prolongé en 2025. Outre Moroccanoil, les entreprises Baileys, Booking.com, easyJet, idealista, Riedel Communications, Novartis et Royal Caribbean International sont qualifiées de « partenaires officiels ». Enfin cinq partenaires suisses, qualifiés de « partenaires nationaux », sont désignés au fil des mois de l'organisation : la banque cantonale de Bâle, Helvetia, Swisscom, l'aéroport international de Bâle-Mulhouse et Jungfraubahn Holding AG.

### Présentatrices

Les présentatrices de l'Eurovision 2025. De gauche à droite : Sandra Studer, Hazel Brugger et Michelle Hunziker.

Le 20 janvier 2025, l'UER et le diffuseur suisse SRG SSR annoncent les noms des trois présentatrices. Il s'agit de : Hazel Brugger, comédienne et slameuse américano-suisse ; Michelle Hunziker, mannequin, actrice et présentatrice de télévision suisse et Sandra Studer, animatrice et chanteuse suisse ayant représenté le pays à l'Eurovision 1991,.

### Identité visuelle
Le 16 décembre 2024, la SRG SSR dévoile l'identité visuelle et la scénographie de cette édition. Le thème, intitulé Unity Shapes Love, est conçu par l'agence londonienne Not Wieden+Kennedy. Il repose sur des versions miniatures et multicolores du « cœur de l'Eurovision », arrangés de manière à créer un effet de pixellisation en demi-teinte, symbolisant des millions de personnes unies par le concours. La scène de l'Eurovision 2025 est imaginée par le designer Florian Wieder, pour la deuxième fois consécutive et la huitième au total. Elle s'inspire des montagnes et de la diversité linguistique de la Suisse, avec une extension centrale, entourée d'une arche LED, se prolongeant dans la zone du public,,,.

## Concours

### Liste des participants
Le 12 décembre 2024, l'Union européenne de radio-télévision publie la liste officielle des participants. Celle-ci compte trente-huit pays. Parmi eux, le Monténégro fait son retour après deux ans d'absence et une dernière participation en 2022. Le 22 janvier 2025, la Moldavie se retire, évoquant « des défis économiques, administratifs et artistiques », réduisant ainsi le nombre de participants à trente-sept.
Parmi les absents, le diffuseur andorran annonce sa non-participation sans citer de raisons. Les diffuseurs bosnien et slovaque renoncent, pour leur part, à un retour pour des raisons financières,. La Biélorussie et la Russie, toutes deux exclues de l'UER, sont inéligibles à la participation,. Le Kosovo a, quant à lui, exprimé son intérêt pour une première participation, soumettant d'abord une candidature pour devenir membre à part entière de l'UER,, puis sollicitant auprès de l'union une invitation pour l'Eurovision. Cependant, toutes deux ont été rejetées par l'UER, rendant de fait la participation kosovare impossible. Les absences de la Bulgarie, de la Hongrie, de la Macédoine du Nord, du Maroc, de Monaco, de la Roumanie et de la Turquie ne sont confirmées que lors de la publication de la liste des participants. Au total, treize pays ayant déjà participé ne font pas leur retour.

### Tirage au sort des demi-finales

Pays participant à la première demi-finale
Pays pré-qualifié votant dans la première demi-finale
Pays participant à la deuxième demi-finale
Pays pré-qualifié votant dans la deuxième demi-finale

Afin de répartir les pays dans les différentes demi-finales, un tirage au sort a lieu. Lors de celui-ci, les pays qualifiés d'office pour la finale — la Suisse, pays hôte, ainsi que les cinq principaux contributeurs financiers de l'UER : l'Allemagne, l'Espagne, la France, l'Italie et le Royaume-Uni — tirent, pour leur part, la demi-finale durant laquelle ils auront le droit de vote.
Le tirage a lieu le 28 janvier 2025 en fonction de lots basés sur les tendances des votes lors des concours précédents, :
| Lot 1                                                                         | Lot 2                                                          | Lot 3                                                           | Lot 4                                                       | Lot 5                                                         |
| ----------------------------------------------------------------------------- | -------------------------------------------------------------- | --------------------------------------------------------------- | ----------------------------------------------------------- | ------------------------------------------------------------- |
| - Belgique - Estonie - Lettonie - Lituanie - Luxembourg - Pays-Bas - Tchéquie | - Arménie - Azerbaïdjan - Géorgie - Israël - Pologne - Ukraine | - Albanie - Autriche - Croatie - Monténégro - Serbie - Slovénie | - Chypre - Grèce - Irlande - Malte - Portugal - Saint-Marin | - Australie - Danemark - Finlande - Islande - Norvège - Suède |

### Artistes de retour
L'édition 2025 voit deux artistes ayant déjà participé prendre part à nouveau au concours : Justyna Steczkowska, représentante de la Pologne, qui a déjà représenté ce pays en 1995 et Nina Žižić, représentante du Monténégro, qui a déjà représenté ce pays en 2013.

### Répétitions

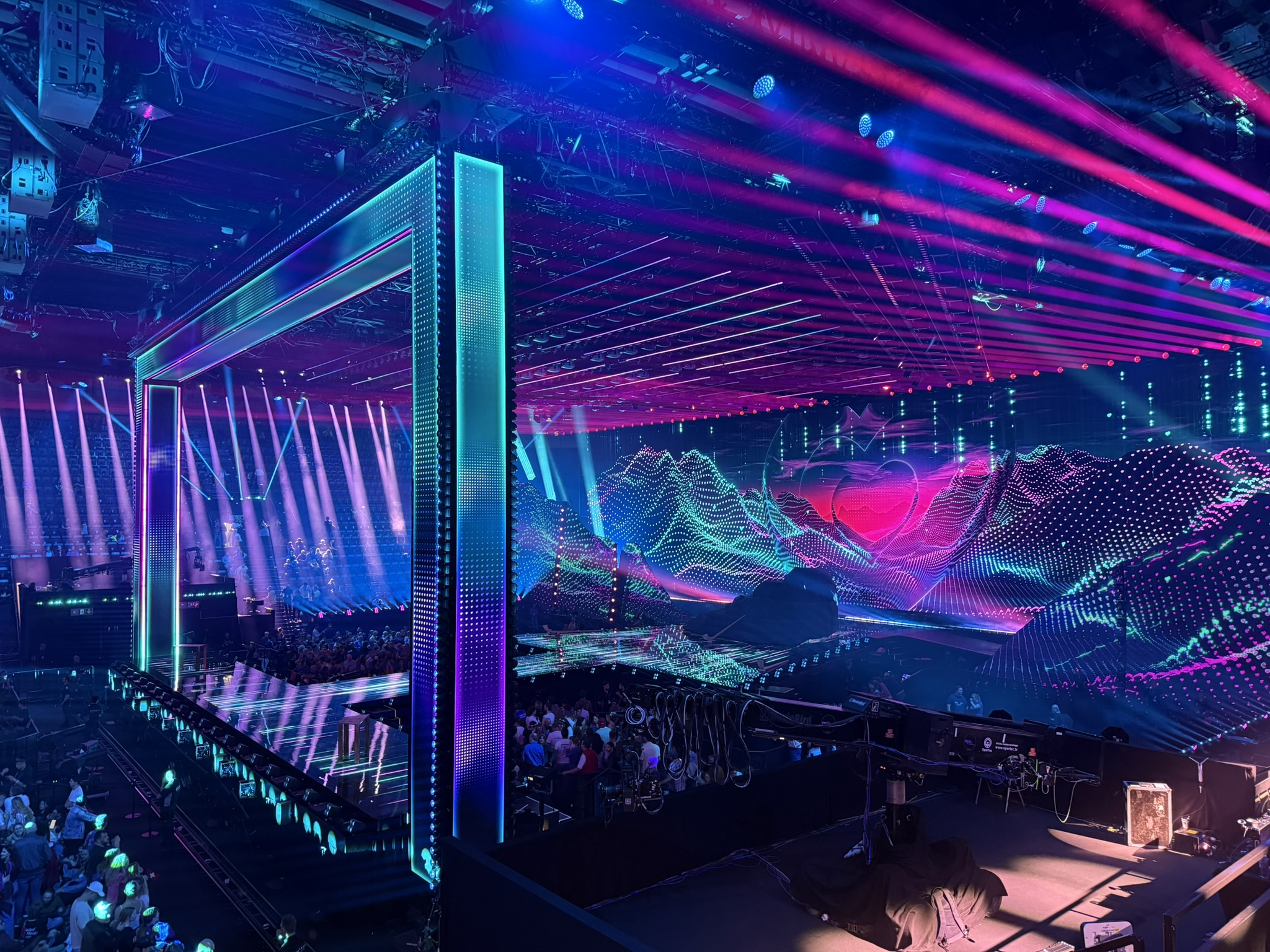
La scène de l'Eurovision 2025.

Les répétitions des demi-finalistes se déroulent dans les semaines précédant le concours, du 3 au 9 mai 2025. Chaque participant a deux répétitions individuelles : la première d'une durée de 30 minutes, la seconde d'une durée de 20 minutes, se déroulant dans l'ordre de passage des demi-finales. Les pays qualifiés d'office — les membres du Big Five et la Suisse — ont également deux répétitions individuelles : la première le jeudi 8 et la seconde le samedi 10 mai 2025.
Les répétitions générales sont au nombre de trois par show : deux la veille et une le jour-même. La deuxième répétition générale, souvent nommée jury show, a lieu la veille du direct à la même heure et se déroule devant les jurys nationaux qui enregistrent leurs votes.

### Première demi-finale
Cette demi-finale a lieu le 13 mai 2025. L'ordre de passage des participants, déterminé par les producteurs, est annoncé le 27 mars 2025.

#### Ouverture et entracte
La première demi-finale a pour thématique « Là où tout a commencé », rendant ansi hommage à la Suisse, où l'Eurovision a eu lieu pour la première fois en 1956. La demi-finale s'ouvre sur une troupe de yodleurs et joueurs de cor des Alpes reprenant Arcade et The Code — chansons gagnantes de l'Eurovision en 2019 et 2024 respectivement —, accompagnée par des danseurs.
Pour l'entracte, les présentatrices Hazel Brugger et Sandra Studer interprètent un numéro musical intitulé Made in Switzerland, avec une apparition de Petra Mede, qui a elle-même présenté trois éditions de l'Eurovision (en 2013, 2016 et 2024). De plus, quatre participants de l'édition 2024 — Marína Sátti, Silvester Belt, iolanda et Jerry Heil — reprennent la chanson gagnante de l'Eurovision 1988 Ne partez pas sans moi, qui représentait la Suisse, après la diffusion d'un message vidéo de l'interprète originale de cette chanson : Céline Dion,,,.

#### Résultats
Trois des pays qualifiés d'office, l'Espagne, l'Italie et la Suisse, se produisent lors de cette demi-finale ; la première après l'Estonie, la deuxième après la Belgique et la troisième après la Croatie. Ces pays, ainsi que le « reste du monde » possèdent également le droit de vote.
Les qualifiés sont : l'Islande, la Pologne, l'Estonie, l'Ukraine, la Suède, le Portugal, la Norvège, Saint-Marin, l'Albanie et les Pays-Bas. Cette demi-finale voit Saint-Marin se qualifier pour la première fois depuis 2021.
- Qualifiés
- Dernier

| Ordre | Pays        | Artiste             | Chanson                       | Langue             | Place | Points |
| ----- | ----------- | ------------------- | ----------------------------- | ------------------ | ----- | ------ |
| 01    | Islande     | Væb                 | Róa                           | Islandais          | 6     | 97     |
| 02    | Pologne     | Justyna Steczkowska | Gaja                          | Polonais, anglais  | 7     | 85     |
| 03    | Slovénie    | Klemen              | How Much Time Do We Have Left | Anglais            | 13    | 23     |
| 04    | Estonie     | Tommy Cash          | Espresso Macchiato            | Italien, anglais   | 5     | 113    |
| 05    | Ukraine     | Ziferblat           | Bird of Pray                  | Ukrainien, anglais | 1     | 137    |
| 06    | Suède       | KAJ                 | Bara bada bastu               | Suédois            | 4     | 118    |
| 07    | Portugal    | NAPA                | Deslocado                     | Portugais          | 9     | 56     |
| 08    | Norvège     | Kyle Alessandro     | Lighter                       | Anglais            | 8     | 82     |
| 09    | Belgique    | Red Sebastian       | Strobe Lights                 | Anglais            | 14    | 23     |
| 10    | Azerbaïdjan | Mamagama            | Run With U                    | Anglais            | 15    | 7      |
| 11    | Saint-Marin | Gabry Ponte         | Tutta l'Italia                | Italien            | 10    | 46     |
| 12    | Albanie     | Shkodra Elektronike | Zjerm                         | Albanais           | 2     | 122    |
| 13    | Pays-Bas    | Claude              | C'est la vie                  | Français, anglais  | 3     | 121    |
| 14    | Croatie     | Marko Bošnjak       | Poison Cake                   | Anglais            | 12    | 28     |
| 15    | Chypre      | Theo Evan           | Shh                           | Anglais            | 11    | 44     |

### Deuxième demi-finale
Cette demi-finale a lieu le 15 mai 2025. L'ordre de passage des participants, déterminé par les producteurs, est annoncé le 27 mars 2025.

#### Ouverture et entracte
La deuxième demi-finale a pour thématique « Les fans de l'Eurovision ». Lors de l'entracte, une présentation sur les langues en Suisse accompagnée par une troupe de danseurs a lieu. De plus, quatre artistes qui auraient dû représenter leur pays lors du Concours Eurovision de la chanson 2020, annulé en raison de la pandémie de Covid-19 : The Roop (Lituanie), Destiny (Malte), Samira Efendi (Azerbaïdjan) et Gjon's Tears (Suisse) interprètent leur titre de 2020,,,.

#### Résultats
Trois des pays qualifiés d'office, le Royaume-Uni, la France et l'Allemagne se produisent lors de cette demi-finale ; le premier après l'Autriche, la deuxième après la Géorgie et la troisième après Israël. Ces pays, ainsi que le « reste du monde » possèdent également le droit de vote.
Les qualifiés sont : la Lettonie, l'Arménie, l'Autriche, la Grèce, la Lituanie, Malte, le Danemark, le Luxembourg, Israël et la Finlande. Cette demi-finale voit le Danemark se qualifier pour la première fois depuis 2019 et Malte pour la première fois depuis 2021. À l'inverse, la Serbie échoue pour la première fois depuis 2017.
- Qualifiés
- Dernier

| Ordre | Pays       | Artiste          | Chanson                 | Langue                    | Place | Points |
| ----- | ---------- | ---------------- | ----------------------- | ------------------------- | ----- | ------ |
| 01    | Australie  | Go-Jo            | Milkshake Man           | Anglais                   | 11    | 41     |
| 02    | Monténégro | Nina Žižić       | Dobrodošli              | Monténégrin               | 16    | 12     |
| 03    | Irlande    | Emmy             | Laika Party             | Anglais                   | 13    | 28     |
| 04    | Lettonie   | Tautumeitas      | Bur man laimi           | Letton                    | 2     | 130    |
| 05    | Arménie    | Parg             | Survivor                | Anglais, arménien         | 10    | 51     |
| 06    | Autriche   | JJ               | Wasted Love             | Anglais                   | 5     | 104    |
| 07    | Grèce      | Klavdía          | Asteromáta (Αστερομάτα) | Grec                      | 4     | 112    |
| 08    | Lituanie   | Katarsis         | Tavo akys               | Lituanien                 | 6     | 103    |
| 09    | Malte      | Miriana Conte    | Serving                 | Anglais                   | 9     | 53     |
| 10    | Géorgie    | Mariam Shengelia | Freedom                 | Géorgien, anglais         | 15    | 28     |
| 11    | Danemark   | Sissal           | Hallucination           | Anglais                   | 8     | 61     |
| 12    | Tchéquie   | Adonxs           | Kiss Kiss Goodbye       | Anglais                   | 12    | 29     |
| 13    | Luxembourg | Laura Thorn      | La poupée monte le son  | Français                  | 7     | 62     |
| 14    | Israël     | Yuval Raphael    | New Day Will Rise       | Anglais, français, hébreu | 1     | 203    |
| 15    | Serbie     | Princ            | Mila                    | Serbe                     | 14    | 28     |
| 16    | Finlande   | Erika Vikman     | Ich komme               | Finnois                   | 3     | 115    |

### Finale
La finale a lieu le samedi 17 mai 2025. Le pays hôte, la Suisse, tire au sort le numéro 19 dans l'ordre de passage pour la finale lors de la réunion des délégations le 17 mars 2025. Après chaque demi-finale, les pays qui en sortent qualifiés ainsi que les qualifiés d'office y ayant voté procèdent à un tirage au sort déterminant s'ils se produiront en première ou deuxième moitié de soirée lors de la finale,, permettant aux producteurs de décider et diffuser l'ordre de passage pendant la nuit suivant la deuxième demi-finale.

#### Ouverture et entracte
La finale a pour thématique « Célébrons un nouveau gagnant ». La finale est ouverte par l'artiste Nemo, qui interprète son titre gagnant de 2024 The Code. La prestation est suivie du défilé des finalistes, accompagné du Basel Police Brass Band sur des reprises de tubes suisses. Le Top Secret Drum Corps de Bâle apparaît à plusieurs reprises.
Pour l'entracte, les anciens représentants suisses à l'Eurovision Paola Felix (1969 et 1980), Peter, Sue & Marc (1971, 1976, 1979 et 1981), Luca Hänni (2019) et Gjon's Tears (2021), interprètent un medley de chansons ayant représenté la Suisse lors du Concours. Käärijä (Finlande 2023) et Baby Lasagna (Croatie 2024) interprètent un mashup de leurs chansons de l'Eurovision respectives — Cha cha cha et Rim Tim Tagi Dim — ainsi que leur nouveau single collaboratif Eurodab. Enfin, Nemo interprète son nouveau titre Unexplainable,,,.

#### Résultats

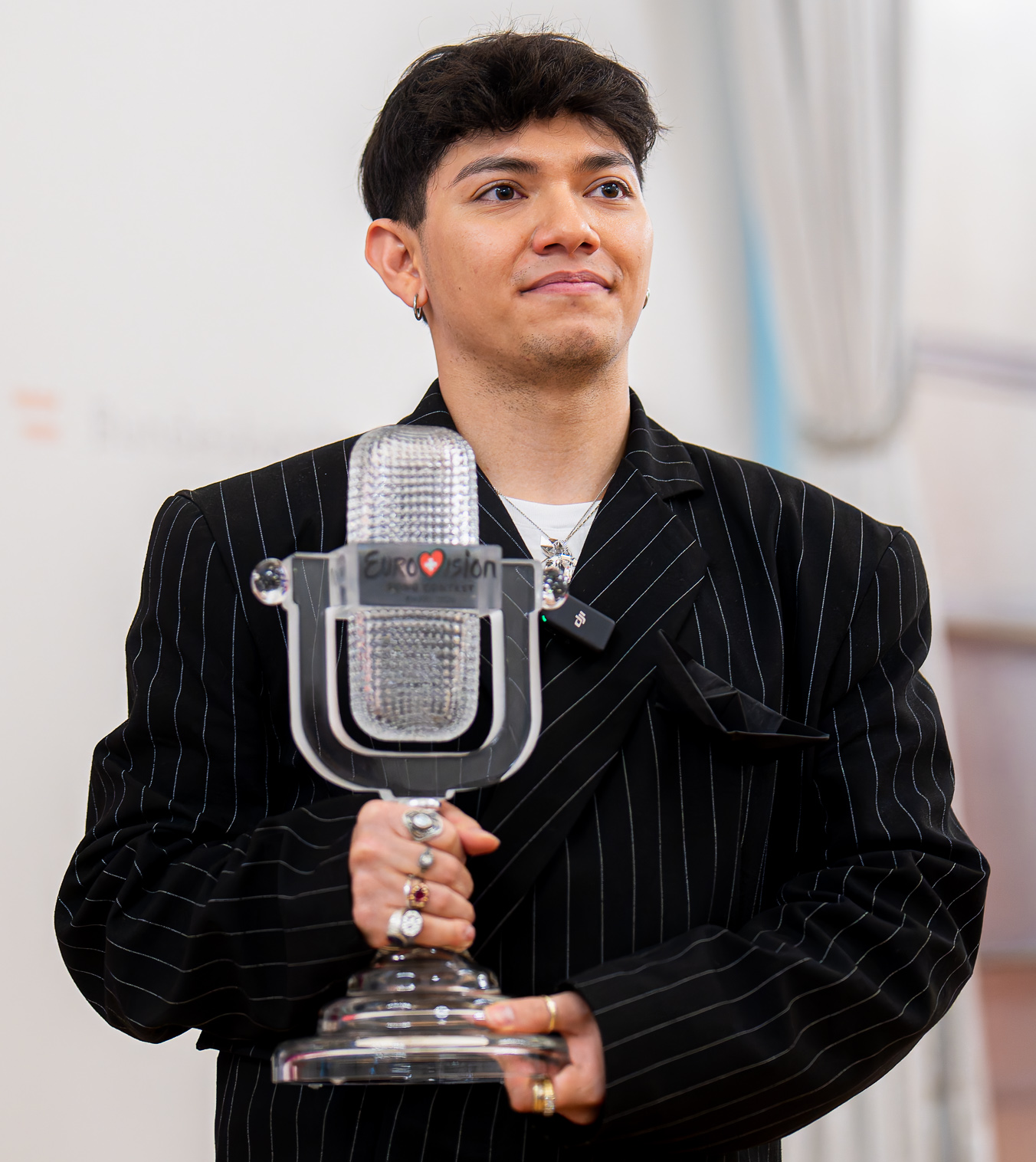
JJ, lauréat de l'Eurovision 2025, avec son trophée lors d'une réception à la chancellerie fédérale d'Autriche le 19 mai 2025.

Cette édition est remportée par l'Autriche, représentée par JJ avec sa chanson Wasted Love, recevant 436 points dont 258 des jurys et 178 du télévote. Le pays l'emporte ainsi pour la troisième fois après 1966 et 2014.
Israël arrive en deuxième position avec un total de 357 points, dont 297 du télévote, que le pays remporte. L'Estonie se classe troisième avec 356 points et réalise son meilleur résultat depuis 2002. Viennent ensuite la Suède avec 321 points et l'Italie avec 256 points. Le Top 10 est complété par la Grèce — qui réalise son meilleur classement depuis 2013 —, la France, l'Albanie — qui, pour sa part, réalise son meilleur classement depuis 2012 —, l'Ukraine et la Suisse.
Parmi les pays du Big Five, l'Italie et la France atteignent le Top 10, terminant respectivement 5e et 7e. La Suisse, championne en titre, se classe en 10e position. Parmi les autres qualifiés d'office, l'Allemagne, le Royaume-Uni et l'Espagne arrivent respectivement 15e, 19e et 24e. La dernière place échoit à Saint-Marin.
- Premier
- Deuxième
- Troisième
- Dernier

| Ordre | Pays        | Artiste             | Chanson                      | Langue                    | Place | Points |
| ----- | ----------- | ------------------- | ---------------------------- | ------------------------- | ----- | ------ |
| 01    | Norvège     | Kyle Alessandro     | Lighter                      | Anglais                   | 18    | 89     |
| 02    | Luxembourg  | Laura Thorn         | La poupée monte le son       | Français                  | 22    | 47     |
| 03    | Estonie     | Tommy Cash          | Espresso Macchiato           | Italien, anglais          | 3     | 356    |
| 04    | Israël      | Yuval Raphael       | New Day Will Rise            | Anglais, français, hébreu | 2     | 357    |
| 05    | Lituanie    | Katarsis            | Tavo akys                    | Lituanien                 | 16    | 96     |
| 06    | Espagne     | Melody              | Esa diva                     | Espagnol                  | 24    | 37     |
| 07    | Ukraine     | Ziferblat           | Bird of Pray                 | Ukrainien, anglais        | 9     | 218    |
| 08    | Royaume-Uni | Remember Monday     | What the Hell Just Happened? | Anglais                   | 19    | 88     |
| 09    | Autriche    | JJ                  | Wasted Love                  | Anglais                   | 1     | 436    |
| 10    | Islande     | Væb                 | Róa                          | Islandais                 | 25    | 33     |
| 11    | Lettonie    | Tautumeitas         | Bur man laimi                | Letton                    | 13    | 158    |
| 12    | Pays-Bas    | Claude              | C'est la vie                 | Français, anglais         | 12    | 175    |
| 13    | Finlande    | Erika Vikman        | Ich komme                    | Finnois                   | 11    | 196    |
| 14    | Italie      | Lucio Corsi         | Volevo essere un duro        | Italien                   | 5     | 256    |
| 15    | Pologne     | Justyna Steczkowska | Gaja                         | Polonais, anglais         | 14    | 156    |
| 16    | Allemagne   | Abor & Tynna        | Baller                       | Allemand                  | 15    | 151    |
| 17    | Grèce       | Klavdía             | Asteromáta (Αστερομάτα)      | Grec                      | 6     | 231    |
| 18    | Arménie     | Parg                | Survivor                     | Anglais, arménien         | 20    | 72     |
| 19    | Suisse H T  | Zoë Më              | Voyage                       | Français                  | 10    | 214    |
| 20    | Malte       | Miriana Conte       | Serving                      | Anglais                   | 17    | 91     |
| 21    | Portugal    | NAPA                | Deslocado                    | Portugais                 | 21    | 50     |
| 22    | Danemark    | Sissal              | Hallucination                | Anglais                   | 23    | 47     |
| 23    | Suède       | KAJ                 | Bara bada bastu              | Suédois                   | 4     | 321    |
| 24    | France      | Louane              | Maman                        | Français                  | 7     | 230    |
| 25    | Saint-Marin | Gabry Ponte         | Tutta l'Italia               | Italien                   | 26    | 27     |
| 26    | Albanie     | Shkodra Elektronike | Zjerm                        | Albanais                  | 8     | 218    |

### Tableaux des votes

#### Première demi-finale
- Pays qualifiés
- Dernier

|                                                           |                       | Points attribués       | Points attribués     | Points attribués     | Points attribués    | Points attribués    | Points attribués      | Points attribués       | Points attribués         | Points attribués       | Points attribués     | Points attribués     | Points attribués      | Points attribués  | Points attribués     | Points attribués    | Points attribués     | Points attribués | Points attribués | Points attribués | Points attribués |
| --------------------------------------------------------- | --------------------- | ---------------------- | -------------------- | -------------------- | ------------------- | ------------------- | --------------------- | ---------------------- | ------------------------ | ---------------------- | -------------------- | -------------------- | --------------------- | ----------------- | -------------------- | ------------------- | -------------------- | ---------------- | ---------------- | ---------------- | ---------------- |
| Drapeau de l'Islande                                      | Drapeau de la Pologne | Drapeau de la Slovénie | Drapeau de l'Estonie | Drapeau de l'Ukraine | Drapeau de la Suède | Drapeau du Portugal | Drapeau de la Norvège | Drapeau de la Belgique | Drapeau de l'Azerbaïdjan | Drapeau de Saint-Marin | Drapeau de l'Albanie | Drapeau des Pays-Bas | Drapeau de la Croatie | Drapeau de Chypre | Drapeau de l'Espagne | Drapeau de l'Italie | Drapeau de la Suisse | RdM              | Total            |                  |                  |
| Pays                                                      | Islande               |                        | 6                    | 5                    | 7                   | 2                   | 12                    | 2                      | 8                        | 5                      | –                    | –                    | 5                     | 10                | 7                    | 7                   | 5                    | 4                | 4                | 8                | 97               |
| Pays                                                      | Pologne               | 7                      |                      | –                    | –                   | 5                   | 7                     | 4                      | 7                        | 10                     | 1                    | –                    | 2                     | 12                | 1                    | 4                   | 10                   | 3                | 6                | 6                | 85               |
| Pays                                                      | Slovénie              | –                      | –                    |                      | 3                   | 1                   | –                     | –                      | 1                        | –                      | 2                    | 8                    | 1                     | –                 | 6                    | 1                   | –                    | –                | –                | –                | 23               |
| Pays                                                      | Estonie               | 6                      | 8                    | 1                    |                     | 3                   | 6                     | 6                      | 6                        | 4                      | 10                   | 10                   | 8                     | 6                 | 12                   | 8                   | 4                    | 8                | 3                | 4                | 113              |
| Pays                                                      | Ukraine               | 4                      | 12                   | 8                    | 8                   |                     | 4                     | 12                     | 5                        | 6                      | 7                    | 6                    | 10                    | 8                 | 4                    | 12                  | 12                   | 7                | 2                | 10               | 137              |
| Pays                                                      | Suède                 | 12                     | 7                    | 4                    | 12                  | 4                   |                       | 7                      | 12                       | 8                      | 4                    | –                    | 6                     | 7                 | 8                    | 5                   | 2                    | 6                | 7                | 7                | 118              |
| Pays                                                      | Portugal              | 1                      | 3                    | 3                    | 6                   | 7                   | 2                     |                        | 3                        | 3                      | –                    | 4                    | –                     | 3                 | –                    | –                   | 7                    | 1                | 8                | 5                | 56               |
| Pays                                                      | Norvège               | 10                     | 5                    | 2                    | 5                   | 12                  | 5                     | 3                      |                          | 2                      | 8                    | –                    | 3                     | 2                 | 5                    | 6                   | 8                    | 2                | 1                | 3                | 82               |
| Pays                                                      | Belgique              | 5                      | –                    | –                    | 1                   | –                   | –                     | –                      | –                        |                        | –                    | 12                   | –                     | 5                 | –                    | –                   | –                    | –                | –                | –                | 23               |
| Pays                                                      | Azerbaïdjan           | –                      | –                    | –                    | –                   | –                   | –                     | –                      | –                        | –                      |                      | 7                    | –                     | –                 | –                    | –                   | –                    | –                | –                | –                | 7                |
| Pays                                                      | Saint-Marin           | 3                      | 1                    | –                    | 4                   | –                   | 3                     | 1                      | 2                        | 1                      | 5                    |                      | 4                     | –                 | 2                    | 2                   | 1                    | 12               | 5                | –                | 46               |
| Pays                                                      | Albanie               | 2                      | 10                   | 7                    | 2                   | 10                  | 10                    | 8                      | 4                        | 7                      | 6                    | 1                    |                       | 4                 | 10                   | 3                   | 6                    | 10               | 10               | 12               | 122              |
| Pays                                                      | Pays-Bas              | 8                      | 4                    | 6                    | 10                  | 6                   | 8                     | 10                     | 10                       | 12                     | 3                    | 3                    | 7                     |                   | 3                    | 10                  | 3                    | 5                | 12               | 1                | 121              |
| Pays                                                      | Croatie               | –                      | 2                    | 12                   | –                   | 8                   | 1                     | –                      | –                        | –                      | –                    | 2                    | –                     | 1                 |                      | –                   | –                    | –                | –                | 2                | 28               |
| Pays                                                      | Chypre                | –                      | –                    | 10                   | –                   | –                   | –                     | 5                      | –                        | –                      | 12                   | 5                    | 12                    | –                 | –                    |                     | –                    | –                | –                | –                | 44               |
| Le tableau suit l'ordre de passage des pays participants. |                       |                        |                      |                      |                     |                     |                       |                        |                          |                        |                      |                      |                       |                   |                      |                     |                      |                  |                  |                  |                  |

#### Deuxième demi-finale
- Pays qualifiés
- Dernier

|                                                           |                       | Points attribués     | Points attribués       | Points attribués     | Points attribués      | Points attribués    | Points attribués       | Points attribués | Points attribués      | Points attribués    | Points attribués       | Points attribués      | Points attribués | Points attribués     | Points attribués       | Points attribués       | Points attribués     | Points attribués       | Points attribués | Points attribués | Points attribués | Points attribués |
| --------------------------------------------------------- | --------------------- | -------------------- | ---------------------- | -------------------- | --------------------- | ------------------- | ---------------------- | ---------------- | --------------------- | ------------------- | ---------------------- | --------------------- | ---------------- | -------------------- | ---------------------- | ---------------------- | -------------------- | ---------------------- | ---------------- | ---------------- | ---------------- | ---------------- |
| Drapeau de l'Australie                                    | Drapeau du Monténégro | Drapeau de l'Irlande | Drapeau de la Lettonie | Drapeau de l'Arménie | Drapeau de l'Autriche | Drapeau de la Grèce | Drapeau de la Lituanie | Drapeau de Malte | Drapeau de la Géorgie | Drapeau du Danemark | Drapeau de la Tchéquie | Drapeau du Luxembourg | Drapeau d’Israël | Drapeau de la Serbie | Drapeau de la Finlande | Drapeau de l'Allemagne | Drapeau de la France | Drapeau du Royaume-Uni | RdM              | Total            |                  |                  |
| Pays                                                      | Australie             |                      | –                      | 3                    | 6                     | –                   | 2                      | –                | 6                     | 5                   | 1                      | 3                     | 1                | –                    | –                      | –                      | 5                    | 2                      | –                | 5                | 2                | 41               |
| Pays                                                      | Monténégro            | –                    |                        | –                    | –                     | –                   | –                      | –                | –                     | –                   | –                      | –                     | –                | –                    | –                      | 12                     | –                    | –                      | –                | –                | –                | 12               |
| Pays                                                      | Irlande               | 2                    | –                      |                      | 4                     | –                   | –                      | –                | 2                     | 6                   | –                      | 2                     | –                | 2                    | –                      | –                      | 2                    | –                      | –                | 7                | 1                | 28               |
| Pays                                                      | Lettonie              | 7                    | 3                      | 8                    |                       | 4                   | 8                      | 3                | 12                    | 3                   | 7                      | 8                     | 10               | 7                    | 4                      | 4                      | 10                   | 8                      | 6                | 8                | 10               | 130              |
| Pays                                                      | Arménie               | –                    | –                      | –                    | 1                     |                     | –                      | 8                | 5                     | 1                   | 12                     | –                     | 3                | –                    | 12                     | 1                      | –                    | –                      | 8                | –                | –                | 51               |
| Pays                                                      | Autriche              | 3                    | 7                      | 6                    | 7                     | 8                   |                        | 10               | 8                     | 7                   | 6                      | 7                     | 6                | 4                    | 6                      | 6                      | 7                    | 5                      | 1                | –                | –                | 104              |
| Pays                                                      | Grèce                 | 5                    | 10                     | 1                    | –                     | 12                  | 7                      |                  | –                     | 8                   | 5                      | 4                     | 4                | 10                   | 8                      | 10                     | 1                    | 10                     | 7                | 3                | 7                | 112              |
| Pays                                                      | Lituanie              | 1                    | 5                      | 10                   | 12                    | 1                   | –                      | 4                |                       | 2                   | 8                      | 6                     | 8                | 8                    | –                      | 5                      | 6                    | 7                      | 5                | 10               | 5                | 103              |
| Pays                                                      | Malte                 | 8                    | 4                      | 4                    | –                     | 7                   | 1                      | 6                | –                     |                     | 2                      | 1                     | 2                | 3                    | 5                      | 2                      | 3                    | –                      | –                | 2                | 3                | 53               |
| Pays                                                      | Géorgie               | –                    | –                      | –                    | 3                     | 10                  | –                      | 5                | 3                     | –                   |                        | –                     | –                | –                    | 7                      | –                      | –                    | –                      | –                | –                | –                | 28               |
| Pays                                                      | Danemark              | 6                    | 2                      | 5                    | 2                     | 3                   | 3                      | –                | 4                     | 4                   | –                      |                       | 5                | 1                    | 1                      | –                      | 8                    | 4                      | 3                | 6                | 4                | 61               |
| Pays                                                      | Tchéquie              | –                    | –                      | –                    | –                     | 5                   | 5                      | –                | –                     | –                   | 3                      | –                     |                  | 5                    | 3                      | –                      | –                    | –                      | –                | –                | 8                | 29               |
| Pays                                                      | Luxembourg            | 4                    | 1                      | 2                    | 5                     | –                   | 6                      | 7                | 1                     | –                   | –                      | 5                     | –                |                      | 10                     | 3                      | 4                    | 3                      | 10               | 1                | –                | 62               |
| Pays                                                      | Israël                | 12                   | 8                      | 12                   | 10                    | 2                   | 12                     | 12               | 10                    | 12                  | 10                     | 12                    | 12               | 12                   |                        | 7                      | 12                   | 12                     | 12               | 12               | 12               | 203              |
| Pays                                                      | Serbie                | –                    | 12                     | –                    | –                     | –                   | 10                     | 1                | –                     | –                   | –                      | –                     | –                | –                    | –                      |                        | –                    | 1                      | 4                | –                | –                | 28               |
| Pays                                                      | Finlande              | 10                   | 6                      | 7                    | 8                     | 6                   | 4                      | 2                | 7                     | 10                  | 4                      | 10                    | 7                | 6                    | 2                      | 8                      |                      | 6                      | 2                | 4                | 6                | 115              |
| Le tableau suit l'ordre de passage des pays participants. |                       |                      |                        |                      |                       |                     |                        |                  |                       |                     |                        |                       |                  |                      |                        |                        |                      |                        |                  |                  |                  |                  |

#### Finale
- Premier
- Deuxième
- Troisième
- Dernier

| Détail du vote des jurys lors de la finale                                                                 | Détail du vote des jurys lors de la finale | Détail du vote des jurys lors de la finale | Détail du vote des jurys lors de la finale | Détail du vote des jurys lors de la finale | Détail du vote des jurys lors de la finale | Détail du vote des jurys lors de la finale | Détail du vote des jurys lors de la finale | Détail du vote des jurys lors de la finale | Détail du vote des jurys lors de la finale | Détail du vote des jurys lors de la finale | Détail du vote des jurys lors de la finale | Détail du vote des jurys lors de la finale | Détail du vote des jurys lors de la finale | Détail du vote des jurys lors de la finale | Détail du vote des jurys lors de la finale | Détail du vote des jurys lors de la finale | Détail du vote des jurys lors de la finale | Détail du vote des jurys lors de la finale | Détail du vote des jurys lors de la finale | Détail du vote des jurys lors de la finale | Détail du vote des jurys lors de la finale | Détail du vote des jurys lors de la finale | Détail du vote des jurys lors de la finale | Détail du vote des jurys lors de la finale | Détail du vote des jurys lors de la finale | Détail du vote des jurys lors de la finale | Détail du vote des jurys lors de la finale | Détail du vote des jurys lors de la finale | Détail du vote des jurys lors de la finale | Détail du vote des jurys lors de la finale | Détail du vote des jurys lors de la finale | Détail du vote des jurys lors de la finale | Détail du vote des jurys lors de la finale | Détail du vote des jurys lors de la finale | Détail du vote des jurys lors de la finale | Détail du vote des jurys lors de la finale | Détail du vote des jurys lors de la finale | Détail du vote des jurys lors de la finale | Détail du vote des jurys lors de la finale |
| |                                            | Points attribués                           | Points attribués                           | Points attribués                           | Points attribués                           | Points attribués                           | Points attribués                           | Points attribués                           | Points attribués                           | Points attribués                           | Points attribués                           | Points attribués                           | Points attribués                           | Points attribués                           | Points attribués                           | Points attribués                           | Points attribués                           | Points attribués                           | Points attribués                           | Points attribués                           | Points attribués                           | Points attribués                           | Points attribués                           | Points attribués                           | Points attribués                           | Points attribués                           | Points attribués                           | Points attribués                           | Points attribués                           | Points attribués                           | Points attribués                           | Points attribués                           | Points attribués                           | Points attribués                           | Points attribués                           | Points attribués                           | Points attribués                           | Points attribués                           | Points attribués                           |
| --- | ------------------------------------------ | ------------------------------------------ | ------------------------------------------ | ------------------------------------------ | ------------------------------------------ | ------------------------------------------ | ------------------------------------------ | ------------------------------------------ | ------------------------------------------ | ------------------------------------------ | ------------------------------------------ | ------------------------------------------ | ------------------------------------------ | ------------------------------------------ | ------------------------------------------ | ------------------------------------------ | ------------------------------------------ | ------------------------------------------ | ------------------------------------------ | ------------------------------------------ | ------------------------------------------ | ------------------------------------------ | ------------------------------------------ | ------------------------------------------ | ------------------------------------------ | ------------------------------------------ | ------------------------------------------ | ------------------------------------------ | ------------------------------------------ | ------------------------------------------ | ------------------------------------------ | ------------------------------------------ | ------------------------------------------ | ------------------------------------------ | ------------------------------------------ | ------------------------------------------ | ------------------------------------------ | ------------------------------------------ | ------------------------------------------ |
| Drapeau de la Suède                                                                                        | Drapeau de l'Azerbaïdjan                   | Drapeau de Malte                           | Drapeau des Pays-Bas                       | Drapeau de la Slovénie                     | Drapeau de l'Arménie                       | Drapeau du Luxembourg                      | Drapeau de Saint-Marin                     | Drapeau de l'Ukraine                       | Drapeau de la Norvège                      | Drapeau de l'Autriche                      | Drapeau de la France                       | Drapeau de l'Italie                        | Drapeau du Portugal                        | Drapeau du Danemark                        | Drapeau de la Croatie                      | Drapeau de la Lettonie                     | Drapeau de l'Irlande                       | Drapeau de la Pologne                      | Drapeau du Monténégro                      | Drapeau de la Grèce                        | Drapeau de la Serbie                       | Drapeau de la Tchéquie                     | Drapeau du Royaume-Uni                     | Drapeau de l'Espagne                       | Drapeau de la Finlande                     | Drapeau de l'Australie                     | Drapeau de l'Allemagne                     | Drapeau de la Belgique                     | Drapeau d’Israël                           | Drapeau de l'Albanie                       | Drapeau de la Lituanie                     | Drapeau de l'Islande                       | Drapeau de la Géorgie                      | Drapeau de Chypre                          | Drapeau de l'Estonie                       | Drapeau de la Suisse                       | Total                                      |                                            |                                            |
| Pays | Norvège                                    | 4                                          | –                                          | –                                          | –                                          | 2                                          | –                                          | –                                          | –                                          | –                                          |                                            | –                                          | –                                          | –                                          | –                                          | –                                          | 1                                          | –                                          | –                                          | 2                                          | –                                          | –                                          | –                                          | 6                                          | –                                          | –                                          | –                                          | –                                          | 1                                          | –                                          | –                                          | –                                          | –                                          | 6                                          | –                                          | –                                          | –                                          | –                                          | 22                                         |
| Pays | Luxembourg                                 | –                                          | –                                          | –                                          | 6                                          | –                                          | –                                          |                                            | –                                          | 3                                          | –                                          | 1                                          | –                                          | –                                          | –                                          | –                                          | –                                          | 3                                          | –                                          | –                                          | 4                                          | –                                          | –                                          | –                                          | 4                                          | –                                          | –                                          | –                                          | –                                          | –                                          | 2                                          | –                                          | –                                          | –                                          | –                                          | –                                          | –                                          | –                                          | 23                                         |
| Pays | Estonie                                    | –                                          | 7                                          | 3                                          | –                                          | 7                                          | 2                                          | 3                                          | 7                                          | 5                                          | 4                                          | 3                                          | –                                          | 10                                         | 3                                          | –                                          | 5                                          | 1                                          | –                                          | –                                          | –                                          | –                                          | 3                                          | –                                          | 3                                          | –                                          | 4                                          | 3                                          | –                                          | 10                                         |                                            | –                                          | 7                                          | 3                                          | –                                          | –                                          |                                            | 5                                          | 98                                         |
| Pays | Israël                                     | –                                          | 12                                         | –                                          | 5                                          | –                                          | –                                          | 1                                          | –                                          | 2                                          | –                                          | –                                          | 7                                          | –                                          | –                                          | 3                                          | 6                                          | –                                          | 7                                          | –                                          | –                                          | 1                                          | –                                          | –                                          | –                                          | –                                          | 2                                          | –                                          | 3                                          | –                                          |                                            | 5                                          | –                                          | –                                          | 1                                          | 5                                          | –                                          | –                                          | 60                                         |
| Pays | Lituanie                                   | –                                          | –                                          | –                                          | 4                                          | –                                          | –                                          | –                                          | 3                                          | –                                          | –                                          | –                                          | –                                          | –                                          | –                                          | –                                          | –                                          | 7                                          | –                                          | 6                                          | 3                                          | –                                          | –                                          | 5                                          | 6                                          | –                                          | –                                          | –                                          | –                                          | –                                          | –                                          | –                                          |                                            | –                                          | –                                          | –                                          | –                                          | –                                          | 34                                         |
| Pays | Espagne                                    | 2                                          | 5                                          | 5                                          | –                                          | –                                          | –                                          | –                                          | –                                          | –                                          | –                                          | –                                          | 5                                          | –                                          | –                                          | –                                          | –                                          | –                                          | –                                          | –                                          | –                                          | –                                          | –                                          | –                                          | –                                          |                                            | –                                          | –                                          | –                                          | –                                          | –                                          | 10                                         | –                                          | –                                          | –                                          | –                                          | –                                          | –                                          | 27                                         |
| Pays | Ukraine                                    | 5                                          | 8                                          | –                                          | –                                          | 5                                          | 4                                          | –                                          | 4                                          |                                            | 1                                          | –                                          | –                                          | 2                                          | 8                                          | 2                                          | 2                                          | –                                          | –                                          | –                                          | –                                          | –                                          | 4                                          | –                                          | –                                          | 2                                          | –                                          | –                                          | –                                          | –                                          | 4                                          | –                                          | 2                                          | –                                          | 6                                          | –                                          | –                                          | 1                                          | 60                                         |
| Pays | Royaume-Uni                                | –                                          | –                                          | –                                          | –                                          | –                                          | –                                          | 6                                          | 2                                          | 10                                         | 7                                          | 7                                          | –                                          | 12                                         | 2                                          | 4                                          | –                                          | –                                          | 2                                          | 1                                          | –                                          | –                                          | –                                          | 10                                         |                                            | 6                                          | 5                                          | –                                          | –                                          | –                                          | –                                          | –                                          | –                                          | 5                                          | –                                          | –                                          | 5                                          | 4                                          | 88                                         |
| Pays | Autriche                                   | 12                                         | –                                          | 7                                          | 12                                         | 10                                         | 8                                          | 10                                         | –                                          | 1                                          | 12                                         |                                            | 4                                          | –                                          | 6                                          | 5                                          | 10                                         | 12                                         | 12                                         | 7                                          | 8                                          | 10                                         | 8                                          | –                                          | 8                                          | 7                                          | 12                                         | 7                                          | 12                                         | 12                                         | 6                                          | 7                                          | 4                                          | 8                                          | –                                          | 7                                          | 7                                          | 7                                          | 258                                        |
| Pays | Islande                                    | –                                          | –                                          | –                                          | –                                          | –                                          | –                                          | –                                          | –                                          | –                                          | –                                          | –                                          | –                                          | –                                          | –                                          | –                                          | –                                          | –                                          | –                                          | –                                          | –                                          | –                                          | –                                          | –                                          | –                                          | –                                          | –                                          | –                                          | –                                          | –                                          | –                                          | –                                          | –                                          |                                            | –                                          | –                                          | –                                          | –                                          | 0                                          |
| Pays | Lettonie                                   | –                                          | –                                          | –                                          | 3                                          | –                                          | 1                                          | 2                                          | 8                                          | 6                                          | 6                                          | 4                                          | –                                          | –                                          | 7                                          | 12                                         | 7                                          |                                            | –                                          | –                                          | –                                          | –                                          | 1                                          | –                                          | 12                                         | –                                          | –                                          | 10                                         | –                                          | 7                                          | 7                                          | –                                          | 12                                         | –                                          | 8                                          | –                                          | 3                                          | –                                          | 116                                        |
| Pays | Pays-Bas                                   | 8                                          | 3                                          | –                                          |                                            | 4                                          | 3                                          | 7                                          | –                                          | –                                          | 5                                          | 2                                          | 3                                          | –                                          | 5                                          | –                                          | –                                          | –                                          | 10                                         | 10                                         | 2                                          | 8                                          | –                                          | 7                                          | –                                          | 10                                         | –                                          | –                                          | –                                          | 3                                          | –                                          | 3                                          | 8                                          | 10                                         | 7                                          | 8                                          | 1                                          | 6                                          | 133                                        |
| Pays | Finlande                                   | 6                                          | –                                          | 6                                          | –                                          | –                                          | 10                                         | –                                          | –                                          | –                                          | 8                                          | 12                                         | –                                          | 1                                          | –                                          | 6                                          | –                                          | 10                                         | 4                                          | –                                          | –                                          | –                                          | –                                          | –                                          | 5                                          | –                                          |                                            | 2                                          | –                                          | 4                                          | –                                          | –                                          | –                                          | 1                                          | –                                          | –                                          | 10                                         | 3                                          | 88                                         |
| Pays | Italie                                     | –                                          | 10                                         | 4                                          | –                                          | 12                                         | –                                          | –                                          | 12                                         | 8                                          | –                                          | –                                          | 6                                          |                                            | 12                                         | 8                                          | 12                                         | –                                          | –                                          | 8                                          | –                                          | 4                                          | –                                          | 3                                          | –                                          | 4                                          | –                                          | –                                          | 5                                          | 5                                          | 3                                          | –                                          | 10                                         | 2                                          | 12                                         | 3                                          | 4                                          | 12                                         | 159                                        |
| Pays | Pologne                                    | –                                          | 4                                          | –                                          | –                                          | –                                          | –                                          | –                                          | –                                          | –                                          | –                                          | –                                          | 1                                          | –                                          | –                                          | –                                          | –                                          | –                                          | –                                          |                                            | –                                          | –                                          | –                                          | –                                          | –                                          | –                                          | –                                          | 5                                          | 2                                          | 2                                          | 1                                          | –                                          | –                                          | –                                          | –                                          | –                                          | 2                                          | –                                          | 17                                         |
| Pays | Allemagne                                  | –                                          | 2                                          | –                                          | –                                          | –                                          | –                                          | 4                                          | –                                          | 12                                         | –                                          | –                                          | –                                          | 8                                          | –                                          | –                                          | –                                          | 2                                          | –                                          | –                                          | –                                          | 5                                          | 10                                         | 12                                         | –                                          | 3                                          | 1                                          | –                                          |                                            | 1                                          | 10                                         | –                                          | 5                                          | –                                          | 2                                          | –                                          | –                                          | –                                          | 77                                         |
| Pays | Grèce                                      | –                                          | –                                          | 10                                         | –                                          | –                                          | –                                          | –                                          | –                                          | –                                          | –                                          | –                                          | 8                                          | –                                          | 1                                          | –                                          | 4                                          | –                                          | 3                                          | 4                                          | 12                                         |                                            | 6                                          | –                                          | 1                                          | –                                          | 3                                          | 12                                         | 6                                          | –                                          | 12                                         | 6                                          | –                                          | –                                          | 5                                          | 12                                         | –                                          | –                                          | 105                                        |
| Pays | Arménie                                    | –                                          | –                                          | 12                                         | –                                          | –                                          |                                            | –                                          | –                                          | –                                          | –                                          | –                                          | 10                                         | –                                          | –                                          | 1                                          | –                                          | 4                                          | 1                                          | –                                          | 1                                          | 3                                          | 2                                          | –                                          | –                                          | –                                          | –                                          | –                                          | –                                          | –                                          | 5                                          | –                                          | –                                          | –                                          | 3                                          | –                                          | –                                          | –                                          | 42                                         |
| Pays | Suisse                                     | 10                                         | 1                                          | 2                                          | 10                                         | 8                                          | 7                                          | 8                                          | 10                                         | 7                                          | 3                                          | –                                          | 2                                          | 4                                          | 10                                         | 10                                         | 8                                          | 8                                          | –                                          | 12                                         | 7                                          | 6                                          | 7                                          | –                                          | –                                          | 12                                         | 6                                          | 1                                          | 7                                          | 8                                          | –                                          | 8                                          | 3                                          | 7                                          | 4                                          | 6                                          | 12                                         |                                            | 214                                        |
| Pays | Malte                                      | 1                                          | –                                          |                                            | –                                          | –                                          | 5                                          | –                                          | 1                                          | –                                          | –                                          | 10                                         | –                                          | 5                                          | –                                          | –                                          | –                                          | 5                                          | 6                                          | –                                          | 5                                          | –                                          | –                                          | 2                                          | 7                                          | 5                                          | 7                                          | 8                                          | 8                                          | –                                          | 8                                          | –                                          | –                                          | –                                          | –                                          | –                                          | –                                          | –                                          | 83                                         |
| Pays | Portugal                                   | –                                          | 6                                          | –                                          | 7                                          | 1                                          | –                                          | –                                          | 6                                          | 4                                          | –                                          | –                                          | –                                          | –                                          |                                            | –                                          | –                                          | –                                          | –                                          | –                                          | –                                          | –                                          | –                                          | 4                                          | –                                          | –                                          | –                                          | –                                          | –                                          | –                                          | –                                          | 1                                          | 6                                          | –                                          | –                                          | –                                          | –                                          | 2                                          | 37                                         |
| Pays | Danemark                                   | –                                          | –                                          | –                                          | –                                          | –                                          | –                                          | –                                          | –                                          | –                                          | –                                          | 8                                          | –                                          | 7                                          | –                                          |                                            | –                                          | –                                          | –                                          | –                                          | –                                          | –                                          | 5                                          | 1                                          | 10                                         | –                                          | –                                          | 4                                          | –                                          | –                                          | –                                          | –                                          | –                                          | –                                          | 10                                         | –                                          | –                                          | –                                          | 45                                         |
| Pays | Suède                                      |                                            | –                                          | 1                                          | 8                                          | 6                                          | 6                                          | 5                                          | –                                          | –                                          | 10                                         | 5                                          | –                                          | –                                          | –                                          | 7                                          | 3                                          | –                                          | 5                                          | –                                          | –                                          | 7                                          | –                                          | –                                          | –                                          | –                                          | 10                                         | 6                                          | 4                                          | 6                                          | –                                          | 4                                          | 1                                          | 12                                         | –                                          | 2                                          | 8                                          | 10                                         | 126                                        |
| Pays | France                                     | 7                                          | –                                          | 8                                          | 2                                          | 3                                          | 12                                         | 12                                         | 5                                          | –                                          | 2                                          | 6                                          |                                            | –                                          | –                                          | –                                          | –                                          | 6                                          | 8                                          | 3                                          | 6                                          | 12                                         | 12                                         | 8                                          | 2                                          | 8                                          | 8                                          | –                                          | 10                                         | –                                          | –                                          | 12                                         | –                                          | 4                                          | –                                          | 10                                         | 6                                          | 8                                          | 180                                        |
| Pays | Saint-Marin                                | –                                          | –                                          | –                                          | –                                          | –                                          | –                                          | –                                          |                                            | –                                          | –                                          | –                                          | –                                          | 6                                          | –                                          | –                                          | –                                          | –                                          | –                                          | –                                          | –                                          | –                                          | –                                          | –                                          | –                                          | –                                          | –                                          | –                                          | –                                          | –                                          | –                                          | 2                                          | –                                          | –                                          | –                                          | 1                                          | –                                          | –                                          | 9                                          |
| Pays | Albanie                                    | 3                                          | –                                          | –                                          | 1                                          | –                                          | –                                          | –                                          | –                                          | –                                          | –                                          | –                                          | 12                                         | 3                                          | 4                                          | –                                          | –                                          | –                                          | –                                          | 5                                          | 10                                         | 2                                          | –                                          | –                                          | –                                          | 1                                          | –                                          | –                                          | –                                          | –                                          | –                                          |                                            | –                                          | –                                          | –                                          | 4                                          | –                                          | –                                          | 45                                         |
| Le tableau suit verticalement l'ordre de passage des pays participants et horizontalement l'ordre de vote. |                                            |                                            |                                            |                                            |                                            |                                            |                                            |                                            |                                            |                                            |                                            |                                            |                                            |                                            |                                            |                                            |                                            |                                            |                                            |                                            |                                            |                                            |                                            |                                            |                                            |                                            |                                            |                                            |                                            |                                            |                                            |                                            |                                            |                                            |                                            |                                            |                                            |                                            |                                            |

| Détail du télévote lors de la finale                                                                       | Détail du télévote lors de la finale | Détail du télévote lors de la finale | Détail du télévote lors de la finale | Détail du télévote lors de la finale | Détail du télévote lors de la finale | Détail du télévote lors de la finale | Détail du télévote lors de la finale | Détail du télévote lors de la finale | Détail du télévote lors de la finale | Détail du télévote lors de la finale | Détail du télévote lors de la finale | Détail du télévote lors de la finale | Détail du télévote lors de la finale | Détail du télévote lors de la finale | Détail du télévote lors de la finale | Détail du télévote lors de la finale | Détail du télévote lors de la finale | Détail du télévote lors de la finale | Détail du télévote lors de la finale | Détail du télévote lors de la finale | Détail du télévote lors de la finale | Détail du télévote lors de la finale | Détail du télévote lors de la finale | Détail du télévote lors de la finale | Détail du télévote lors de la finale | Détail du télévote lors de la finale | Détail du télévote lors de la finale | Détail du télévote lors de la finale | Détail du télévote lors de la finale | Détail du télévote lors de la finale | Détail du télévote lors de la finale | Détail du télévote lors de la finale | Détail du télévote lors de la finale | Détail du télévote lors de la finale | Détail du télévote lors de la finale | Détail du télévote lors de la finale | Détail du télévote lors de la finale | Détail du télévote lors de la finale | Détail du télévote lors de la finale | Détail du télévote lors de la finale |
| |                                      | Points attribués                     | Points attribués                     | Points attribués                     | Points attribués                     | Points attribués                     | Points attribués                     | Points attribués                     | Points attribués                     | Points attribués                     | Points attribués                     | Points attribués                     | Points attribués                     | Points attribués                     | Points attribués                     | Points attribués                     | Points attribués                     | Points attribués                     | Points attribués                     | Points attribués                     | Points attribués                     | Points attribués                     | Points attribués                     | Points attribués                     | Points attribués                     | Points attribués                     | Points attribués                     | Points attribués                     | Points attribués                     | Points attribués                     | Points attribués                     | Points attribués                     | Points attribués                     | Points attribués                     | Points attribués                     | Points attribués                     | Points attribués                     | Points attribués                     | Points attribués                     | Points attribués                     |
| --- | ------------------------------------ | ------------------------------------ | ------------------------------------ | ------------------------------------ | ------------------------------------ | ------------------------------------ | ------------------------------------ | ------------------------------------ | ------------------------------------ | ------------------------------------ | ------------------------------------ | ------------------------------------ | ------------------------------------ | ------------------------------------ | ------------------------------------ | ------------------------------------ | ------------------------------------ | ------------------------------------ | ------------------------------------ | ------------------------------------ | ------------------------------------ | ------------------------------------ | ------------------------------------ | ------------------------------------ | ------------------------------------ | ------------------------------------ | ------------------------------------ | ------------------------------------ | ------------------------------------ | ------------------------------------ | ------------------------------------ | ------------------------------------ | ------------------------------------ | ------------------------------------ | ------------------------------------ | ------------------------------------ | ------------------------------------ | ------------------------------------ | ------------------------------------ | ------------------------------------ |
| Drapeau de la Suède                                                                                        | Drapeau de l'Azerbaïdjan             | Drapeau de Malte                     | Drapeau des Pays-Bas                 | Drapeau de la Slovénie               | Drapeau de l'Arménie                 | Drapeau du Luxembourg                | Drapeau de Saint-Marin               | Drapeau de l'Ukraine                 | Drapeau de la Norvège                | Drapeau de l'Autriche                | Drapeau de la France                 | Drapeau de l'Italie                  | Drapeau du Portugal                  | Drapeau du Danemark                  | Drapeau de la Croatie                | Drapeau de la Lettonie               | Drapeau de l'Irlande                 | Drapeau de la Pologne                | Drapeau du Monténégro                | Drapeau de la Grèce                  | Drapeau de la Serbie                 | Drapeau de la Tchéquie               | Drapeau du Royaume-Uni               | Drapeau de l'Espagne                 | Drapeau de la Finlande               | Drapeau de l'Australie               | Drapeau de l'Allemagne               | Drapeau de la Belgique               | Drapeau d’Israël                     | Drapeau de l'Albanie                 | Drapeau de la Lituanie               | Drapeau de l'Islande                 | Drapeau de la Géorgie                | Drapeau de Chypre                    | Drapeau de l'Estonie                 | Drapeau de la Suisse                 | RdM                                  | Total                                |                                      |                                      |
| Pays | Norvège                              | –                                    | 6                                    | 6                                    | –                                    | 2                                    | 4                                    | –                                    | –                                    | 10                                   |                                      | –                                    | –                                    | 1                                    | –                                    | –                                    | 4                                    | 1                                    | –                                    | 3                                    | –                                    | 4                                    | 3                                    | 2                                    | –                                    | 2                                    | –                                    | –                                    | –                                    | –                                    | –                                    | –                                    | 2                                    | 8                                    | 4                                    | 5                                    | –                                    | –                                    | –                                    | 67                                   |
| Pays | Luxembourg                           | –                                    | –                                    | –                                    | –                                    | 4                                    | –                                    |                                      | –                                    | –                                    | –                                    | –                                    | 1                                    | –                                    | –                                    | –                                    | –                                    | –                                    | –                                    | –                                    | 8                                    | –                                    | –                                    | –                                    | –                                    | –                                    | –                                    | –                                    | –                                    | –                                    | 3                                    | 8                                    | –                                    | –                                    | –                                    | –                                    | –                                    | –                                    | –                                    | 24                                   |
| Pays | Estonie                              | 8                                    | 8                                    | 12                                   | 8                                    | 7                                    | 12                                   | 5                                    | 7                                    | 2                                    | 7                                    | 8                                    | –                                    | 7                                    | 1                                    | 6                                    | 12                                   | 12                                   | 6                                    | 10                                   | 10                                   | 8                                    | 12                                   | 6                                    | 6                                    | 7                                    | 8                                    | 6                                    | 4                                    | 2                                    | 10                                   | 5                                    | 10                                   | 7                                    | 8                                    | 7                                    |                                      | 2                                    | 2                                    | 258                                  |
| Pays | Israël                               | 12                                   | 12                                   | 5                                    | 12                                   | 6                                    | –                                    | 12                                   | 10                                   | 1                                    | 10                                   | 7                                    | 12                                   | 8                                    | 12                                   | 8                                    | –                                    | 7                                    | 10                                   | –                                    | 7                                    | 7                                    | 2                                    | 10                                   | 12                                   | 12                                   | 10                                   | 12                                   | 12                                   | 12                                   |                                      | 7                                    | 3                                    | 4                                    | 7                                    | 10                                   | 2                                    | 12                                   | 12                                   | 297                                  |
| Pays | Lituanie                             | –                                    | –                                    | –                                    | –                                    | –                                    | –                                    | 4                                    | –                                    | 12                                   | 4                                    | –                                    | –                                    | –                                    | –                                    | 2                                    | –                                    | 10                                   | 8                                    | 6                                    | –                                    | –                                    | –                                    | –                                    | 8                                    | –                                    | 1                                    | –                                    | –                                    | –                                    | –                                    | –                                    |                                      | –                                    | 6                                    | –                                    | 1                                    | –                                    | –                                    | 62                                   |
| Pays | Espagne                              | –                                    | –                                    | –                                    | –                                    | –                                    | –                                    | –                                    | –                                    | –                                    | –                                    | –                                    | –                                    | –                                    | 6                                    | –                                    | –                                    | –                                    | 1                                    | –                                    | –                                    | –                                    | –                                    | –                                    | –                                    |                                      | –                                    | –                                    | –                                    | –                                    | –                                    | –                                    | –                                    | –                                    | –                                    | –                                    | –                                    | –                                    | 3                                    | 10                                   |
| Pays | Ukraine                              | 4                                    | 4                                    | –                                    | 4                                    | 3                                    | –                                    | –                                    | 4                                    |                                      | 2                                    | –                                    | 6                                    | 6                                    | 10                                   | 4                                    | 2                                    | 6                                    | 7                                    | 12                                   | 6                                    | –                                    | –                                    | 12                                   | –                                    | 10                                   | 2                                    | –                                    | 3                                    | –                                    | 12                                   | –                                    | 7                                    | –                                    | 10                                   | 8                                    | 6                                    | –                                    | 8                                    | 158                                  |
| Pays | Royaume-Uni                          | –                                    | –                                    | –                                    | –                                    | –                                    | –                                    | –                                    | –                                    | –                                    | –                                    | –                                    | –                                    | –                                    | –                                    | –                                    | –                                    | –                                    | –                                    | –                                    | –                                    | –                                    | –                                    | –                                    |                                      | –                                    | –                                    | –                                    | –                                    | –                                    | –                                    | –                                    | –                                    | –                                    | –                                    | –                                    | –                                    | –                                    | –                                    | 0                                    |
| Pays | Autriche                             | –                                    | 10                                   | 10                                   | 3                                    | 10                                   | 7                                    | –                                    | 5                                    | 6                                    | 1                                    |                                      | 2                                    | 4                                    | 7                                    | 3                                    | 5                                    | 4                                    | 4                                    | 7                                    | 3                                    | 10                                   | 10                                   | 4                                    | –                                    | 4                                    | 7                                    | 3                                    | 6                                    | 3                                    | 8                                    | 6                                    | 5                                    | 3                                    | 5                                    | 6                                    | –                                    | 6                                    | 1                                    | 178                                  |
| Pays | Islande                              | 5                                    | –                                    | –                                    | –                                    | 1                                    | –                                    | –                                    | –                                    | –                                    | 3                                    | 1                                    | –                                    | –                                    | –                                    | 10                                   | 1                                    | –                                    | –                                    | –                                    | –                                    | –                                    | –                                    | –                                    | –                                    | –                                    | 6                                    | –                                    | 1                                    | –                                    | –                                    | –                                    | –                                    |                                      | –                                    | –                                    | 5                                    | –                                    | –                                    | 33                                   |
| Pays | Lettonie                             | –                                    | –                                    | –                                    | –                                    | –                                    | –                                    | 1                                    | –                                    | 8                                    | –                                    | –                                    | –                                    | –                                    | –                                    | –                                    | –                                    |                                      | 3                                    | 2                                    | –                                    | –                                    | –                                    | –                                    | 3                                    | –                                    | 3                                    | 2                                    | –                                    | –                                    | –                                    | –                                    | 12                                   | –                                    | –                                    | –                                    | 8                                    | –                                    | –                                    | 42                                   |
| Pays | Pays-Bas                             | 2                                    | –                                    | –                                    |                                      | –                                    | 2                                    | –                                    | 2                                    | –                                    | 5                                    | 3                                    | –                                    | –                                    | 3                                    | –                                    | –                                    | –                                    | –                                    | –                                    | –                                    | 6                                    | –                                    | –                                    | –                                    | –                                    | –                                    | –                                    | –                                    | 5                                    | –                                    | 1                                    | 1                                    | 6                                    | –                                    | 1                                    | 4                                    | 1                                    | –                                    | 42                                   |
| Pays | Finlande                             | 10                                   | 5                                    | 7                                    | 6                                    | –                                    | 1                                    | –                                    | –                                    | –                                    | 6                                    | 2                                    | –                                    | –                                    | –                                    | 5                                    | 7                                    | 3                                    | 5                                    | 1                                    | –                                    | –                                    | 6                                    | 3                                    | 4                                    | 6                                    |                                      | 10                                   | –                                    | –                                    | 1                                    | –                                    | –                                    | 5                                    | –                                    | –                                    | 10                                   | –                                    | 5                                    | 108                                  |
| Pays | Italie                               | 1                                    | –                                    | 8                                    | 2                                    | 12                                   | –                                    | –                                    | 3                                    | 7                                    | –                                    | 10                                   | 3                                    |                                      | 8                                    | –                                    | 6                                    | 2                                    | –                                    | –                                    | 1                                    | –                                    | –                                    | –                                    | –                                    | –                                    | –                                    | –                                    | 2                                    | 1                                    | –                                    | 10                                   | 6                                    | –                                    | –                                    | –                                    | 7                                    | 8                                    | –                                    | 97                                   |
| Pays | Pologne                              | 6                                    | –                                    | 2                                    | 10                                   | –                                    | –                                    | 3                                    | 6                                    | 3                                    | 8                                    | 5                                    | 7                                    | 3                                    | –                                    | 7                                    | –                                    | –                                    | 12                                   |                                      | –                                    | –                                    | –                                    | 8                                    | 10                                   | 8                                    | –                                    | 1                                    | 7                                    | 10                                   | –                                    | –                                    | –                                    | 12                                   | –                                    | 4                                    | –                                    | 3                                    | 4                                    | 139                                  |
| Pays | Allemagne                            | –                                    | –                                    | –                                    | 1                                    | –                                    | 5                                    | –                                    | –                                    | 5                                    | –                                    | 12                                   | –                                    | –                                    | –                                    | 1                                    | 3                                    | 5                                    | –                                    | 5                                    | –                                    | 3                                    | 5                                    | 1                                    | –                                    | –                                    | 5                                    | –                                    |                                      | –                                    | 5                                    | 4                                    | 8                                    | 1                                    | 2                                    | –                                    | 3                                    | –                                    | –                                    | 74                                   |
| Pays | Grèce                                | 3                                    | –                                    | –                                    | 5                                    | –                                    | 8                                    | 10                                   | 12                                   | –                                    | –                                    | –                                    | 4                                    | 2                                    | –                                    | –                                    | –                                    | –                                    | –                                    | –                                    | 4                                    |                                      | 8                                    | –                                    | 2                                    | –                                    | –                                    | 7                                    | 10                                   | 6                                    | 7                                    | 12                                   | –                                    | –                                    | –                                    | 12                                   | –                                    | 7                                    | 7                                    | 126                                  |
| Pays | Arménie                              | –                                    | –                                    | –                                    | –                                    | –                                    |                                      | –                                    | –                                    | –                                    | –                                    | –                                    | 8                                    | –                                    | –                                    | –                                    | –                                    | –                                    | –                                    | –                                    | –                                    | 2                                    | –                                    | –                                    | –                                    | –                                    | –                                    | –                                    | –                                    | –                                    | 6                                    | –                                    | –                                    | –                                    | 12                                   | 2                                    | –                                    | –                                    | –                                    | 30                                   |
| Pays | Suisse                               | –                                    | –                                    | –                                    | –                                    | –                                    | –                                    | –                                    | –                                    | –                                    | –                                    | –                                    | –                                    | –                                    | –                                    | –                                    | –                                    | –                                    | –                                    | –                                    | –                                    | –                                    | –                                    | –                                    | –                                    | –                                    | –                                    | –                                    | –                                    | –                                    | –                                    | –                                    | –                                    | –                                    | –                                    | –                                    | –                                    |                                      | –                                    | 0                                    |
| Pays | Malte                                | –                                    | 1                                    |                                      | –                                    | –                                    | –                                    | –                                    | –                                    | –                                    | –                                    | –                                    | –                                    | –                                    | –                                    | –                                    | –                                    | –                                    | –                                    | –                                    | –                                    | –                                    | 1                                    | –                                    | 1                                    | –                                    | –                                    | 5                                    | –                                    | –                                    | –                                    | –                                    | –                                    | –                                    | –                                    | –                                    | –                                    | –                                    | –                                    | 8                                    |
| Pays | Portugal                             | –                                    | –                                    | –                                    | –                                    | –                                    | –                                    | 8                                    | –                                    | –                                    | –                                    | –                                    | 5                                    | –                                    |                                      | –                                    | –                                    | –                                    | –                                    | –                                    | –                                    | –                                    | –                                    | –                                    | –                                    | –                                    | –                                    | –                                    | –                                    | –                                    | –                                    | –                                    | –                                    | –                                    | –                                    | –                                    | –                                    | –                                    | –                                    | 13                                   |
| Pays | Danemark                             | –                                    | –                                    | –                                    | –                                    | –                                    | –                                    | –                                    | –                                    | –                                    | –                                    | –                                    | –                                    | –                                    | –                                    |                                      | –                                    | –                                    | –                                    | –                                    | –                                    | –                                    | –                                    | –                                    | –                                    | –                                    | –                                    | –                                    | –                                    | –                                    | –                                    | –                                    | –                                    | 2                                    | –                                    | –                                    | –                                    | –                                    | –                                    | 2                                    |
| Pays | Suède                                |                                      | 3                                    | 1                                    | 7                                    | 5                                    | 6                                    | 2                                    | 1                                    | 4                                    | 12                                   | 4                                    | –                                    | 5                                    | 4                                    | 12                                   | 8                                    | 8                                    | 2                                    | 8                                    | 5                                    | 1                                    | 7                                    | 7                                    | 7                                    | 5                                    | 12                                   | 8                                    | 5                                    | 4                                    | 2                                    | 2                                    | 4                                    | 10                                   | 1                                    | –                                    | 12                                   | 5                                    | 6                                    | 195                                  |
| Pays | France                               | –                                    | 2                                    | –                                    | –                                    | –                                    | 10                                   | 6                                    | –                                    | –                                    | –                                    | –                                    |                                      | –                                    | 5                                    | –                                    | –                                    | –                                    | –                                    | –                                    | 2                                    | 5                                    | –                                    | –                                    | –                                    | 1                                    | –                                    | –                                    | –                                    | 8                                    | 4                                    | –                                    | –                                    | –                                    | –                                    | 3                                    | –                                    | 4                                    | –                                    | 50                                   |
| Pays | Saint-Marin                          | –                                    | –                                    | 3                                    | –                                    | –                                    | –                                    | –                                    |                                      | –                                    | –                                    | –                                    | –                                    | 12                                   | –                                    | –                                    | –                                    | –                                    | –                                    | –                                    | –                                    | –                                    | –                                    | –                                    | –                                    | –                                    | –                                    | –                                    | –                                    | –                                    | –                                    | 3                                    | –                                    | –                                    | –                                    | –                                    | –                                    | –                                    | –                                    | 18                                   |
| Pays | Albanie                              | 7                                    | 7                                    | 4                                    | –                                    | 8                                    | 3                                    | 7                                    | 8                                    | –                                    | –                                    | 6                                    | 10                                   | 10                                   | 2                                    | –                                    | 10                                   | –                                    | –                                    | 4                                    | 12                                   | 12                                   | 4                                    | 5                                    | 5                                    | 3                                    | 4                                    | 4                                    | 8                                    | 7                                    | –                                    |                                      | –                                    | –                                    | 3                                    | –                                    | –                                    | 10                                   | 10                                   | 173                                  |
| Le tableau suit verticalement l'ordre de passage des pays participants et horizontalement l'ordre de vote. |                                      |                                      |                                      |                                      |                                      |                                      |                                      |                                      |                                      |                                      |                                      |                                      |                                      |                                      |                                      |                                      |                                      |                                      |                                      |                                      |                                      |                                      |                                      |                                      |                                      |                                      |                                      |                                      |                                      |                                      |                                      |                                      |                                      |                                      |                                      |                                      |                                      |                                      |                                      |                                      |

| Finale                                                    | Jurys | Jurys  | Télévote | Télévote | Total | Total  |
| Finale                                                    | Place | Points | Place    | Points   | Place | Points |
| --------------------------------------------------------- | ----- | ------ | -------- | -------- | ----- | ------ |
| Norvège                                                   | 23e   | 22     | 12e      | 67       | 18e   | 89     |
| Luxembourg                                                | 22e   | 23     | 19e      | 24       | 22e   | 47     |
| Estonie                                                   | 9e    | 98     | 2e       | 258      | 3e    | 356    |
| Israël                                                    | 15e   | 60     | 1re      | 297      | 2e    | 357    |
| Lituanie                                                  | 20e   | 34     | 13e      | 62       | 16e   | 96     |
| Espagne                                                   | 21e   | 27     | 22e      | 10       | 24e   | 37     |
| Ukraine                                                   | 14e   | 60     | 6e       | 158      | 9e    | 218    |
| Royaume-Uni                                               | 10e   | 88     | 25e      | 0        | 19e   | 88     |
| Autriche                                                  | 1re   | 258    | 4e       | 178      | 1re   | 436    |
| Islande                                                   | 26e   | 0      | 17e      | 33       | 25e   | 33     |
| Lettonie                                                  | 7e    | 116    | 16e      | 42       | 13e   | 158    |
| Pays-Bas                                                  | 5e    | 133    | 15e      | 42       | 12e   | 175    |
| Finlande                                                  | 11e   | 88     | 9e       | 108      | 11e   | 196    |
| Italie                                                    | 4e    | 159    | 10e      | 97       | 5e    | 256    |
| Pologne                                                   | 24e   | 17     | 7e       | 139      | 14e   | 156    |
| Allemagne                                                 | 13e   | 77     | 11e      | 74       | 15e   | 151    |
| Grèce                                                     | 8e    | 105    | 8e       | 126      | 6e    | 231    |
| Arménie                                                   | 18e   | 42     | 18e      | 30       | 20e   | 72     |
| Suisse H T                                                | 2e    | 214    | 25e      | 0        | 10e   | 214    |
| Malte                                                     | 12e   | 83     | 23e      | 8        | 17e   | 91     |
| Portugal                                                  | 19e   | 37     | 21e      | 13       | 21e   | 50     |
| Danemark                                                  | 17e   | 45     | 24e      | 2        | 23e   | 47     |
| Suède                                                     | 6e    | 126    | 3e       | 195      | 4e    | 321    |
| France                                                    | 3e    | 180    | 14e      | 50       | 7e    | 230    |
| Saint-Marin                                               | 25e   | 9      | 20e      | 18       | 26e   | 27     |
| Albanie                                                   | 16e   | 45     | 5e       | 173      | 8e    | 218    |
| Le tableau suit l'ordre de passage des pays participants. |       |        |          |          |       |        |

### Prix Marcel-Bezençon
Les prix Marcel-Bezençon sont remis pour la première fois durant le Concours Eurovision de la chanson 2002 à Tallinn en Estonie pour honorer les meilleures chansons en compétition lors de la finale. Fondés par Christer Björkman (représentant de la Suède lors de l'Eurovision 1992 et producteur des éditions 2013 et 2016) et Richard Herrey (membre des Herreys et vainqueur suédois en 1984), les prix portent le nom du créateur de la compétition annuelle, Marcel Bezençon. Remis tous les ans, ils sont répartis en trois catégories : le prix de la presse attribué par les médias accrédités à la meilleure chanson, le prix de la meilleure performance artistique attribué au meilleur artiste par les commentateurs du concours et, enfin, le prix de la meilleure composition attribué par les auteurs-compositeurs participants aux meilleurs compositeurs de la soirée. En 2025, les candidats récompensés sont :
| Catégories                                  | Pays   | Interprète(s) | Chanson | Compositeurs                              |
| ------------------------------------------- | ------ | ------------- | ------- | ----------------------------------------- |
| Prix de la presse                           | France | Louane        | Maman   | Anne Peichert, Tristan Salvati            |
| Prix de la meilleure performance artistique | France | Louane        | Maman   | Anne Peichert, Tristan Salvati            |
| Prix de la meilleure composition            | Suisse | Zoë Më        | Voyage  | Zoë Kressler, Emily Middlemas, Tom Oehler |

## Controverses autour de la participation israélienne
En raison de la poursuite de la guerre à Gaza, la participation d'Israël alimente les controverses. Ainsi, dès décembre 2024, le diffuseur slovène RTVSLO demande à l'UER d'exclure Israël,,. Dans les semaines précédant le concours, les diffuseurs RTVE (Espagne), RÚV (Islande),, RTÉ (Irlande),,, et enfin VRT (Belgique néerlandophone) appellent à une discussion entre les pays membres de l'Union concernant la participation israélienne. Dans un premier temps, l'UER rappelle que « tous les membres de l'UER sont éligibles pour participer », Israël inclus,,,. Cependant, l'Union s'engagera plus tard à tenir des discussions sur le sujet,. Dans le même temps, soixante-douze anciens participants à l'Eurovision, dont les anciens vainqueurs Charlie McGettigan et Salvador Sobral, signent une lettre demandant l'exclusion d'Israël ; le gagnant de l'édition précédente, Nemo, émet indépendamment une demande similaire,,,,,. De plus, vingt-six députés européens, de onze pays différents et à l'initiative du slovène Matjaž Nemec, signent une lettre ouverte adressée à l'UER demandant l'exclusion d'Israël,.
Lors de la deuxième demi-finale, à laquelle participait Israël, les commentateurs espagnols de la RTVE, Tony Aguilar et Julia Varela mentionnent le conflit à Gaza et les victimes qu'il engendre. En réponse, l'UER demande à la RTVE de ne « ne plus mentionner le conflit de Gaza », sous peine d'une amende,. Malgré cela, RTVE affiche à l'écran le message « Lorsque les droits de l'homme sont en jeu, le silence n'est pas une option. Paix et justice pour la Palestine. » avant de diffuser la finale,,.
Au concours comme aux répétitions, la prestation d'Israël est accueillie — comme l'année précédente — par les huées du public, que la SRG SSR remplace par des applaudissements préenregistrés pour la transmission télévisée,. Israël se classera finalement à la  deuxième place, en ayant remporté le télévote. Ce score fait alors polémique pour la deuxième année consécutive. Le journal espagnol El País explique ce succès en pointant des campagnes de mobilisation de la part d'Israël et de plusieurs médias européens proches de l'extrême droite. Le média L'ADN relève par ailleurs qu'Israël reçoit, en 2025, plus de points de la part des téléspectateurs que de celle des jurys pour la troisième année consécutive.
Le 19 mai 2025, la RTVE et la VRT annoncent toutes deux qu'elles demandent un audit sur les résultats du télévote dans leur pays, l'Espagne et la Belgique ayant toutes deux attribué leurs 12 points à Israël. La VRT demande à l'UER une « transparence totale »,,,,,,,. Ces deux diffuseurs sont rejoints dans leur demande d'audit par la RÚV le même jour, puis la RTÉ, et la NRK (Norvège) le lendemain et RTVSLO le 29 mai. De son côté, le diffuseur belge francophone RTBF annonce soutenir la demande de transparence de la VRT, tandis que le diffuseur finlandais Yle demande à l'UER de retravailler le système de télévote « pour éviter les abus ». En effet, le règlement du concours permet à une personne de voter 20 fois pour le même candidat, avec la même carte SIM (pour les votes par téléphone) ou carte bancaire (pour les votes en ligne),. Le 29 mai, Roberto Sergo, directeur du diffuseur saint-marinais San Marino RTV, critique le télévote en déclarant qu'il « ne fonctionne pas car il a manifestement des motivations qui vont au-delà de la chanson »,.
RTVSLO, en plus des résultats détaillés de son télévote, demande des mesures concrètes pour la transparence du télévote. De plus, Ksenija Horvat, directrice du diffuseur, indique que si l'UER refuse de fournir les données, elle devra fournir « une explication sur la manière dont la divulgation [des données] pourrait nuire significativement à l'UER, au Concours Eurovision ou à ses prestataires, et pourquoi ce préjudice serait plus sérieux que celui causé par le manque de transparence ».
D'autres voix s'élèvent également concernant la participation d'Israël. Ainsi RTVSLO réitère à deux reprises son appel à l'exclusion du pays,, tandis que les diffuseurs néerlandais AVROTROS et NPO se joignent aux appels à la discussion,. Dans les jours suivants le concours, deux diffuseurs indiquent qu'ils remettront en question leur participation si Israël est autorisé à concourir : RTVSLO et VRT qui déclare que le concours est « de plus en plus en contradiction avec les normes et les valeurs originelles de l'événement, ainsi que celles de la diffusion publique ».
Plusieurs personnalités politiques s'expriment également. Ainsi, le Premier ministre espagnol Pedro Sánchez demande l'exclusion d'Israël estimant que l'UER applique « deux poids, deux mesures » en excluant la Russie à la suite de l'invasion de l'Ukraine, mais pas Israël en raison de sa conduite dans la guerre de Gaza, qu'il qualifie de « génocidaire »,,. Peu après les résultats, le député français Aymeric Caron accuse Israël d’avoir « truqué » les votes. Plusieurs députés belges évoquent pour leur part une campagne d'influence des autorités israéliennes et remettent en cause la participation du pays, tandis que des députés espagnols, membres de la coalition Sumar, soumettent une proposition non-législative au Congrès des députés demandant une réforme du concours et l'exclusion d'Israël,. Le 29 mai, treize députés européens, de sept pays différents et de nouveau à l'initiative du slovène Matjaž Nemec, signent une nouvelle lettre ouverte demandant une transparence totale de la part de l'UER concernant le télévote ainsi qu'un audit des résultats de l'édition 2025,. 
L'artiste JJ, vainqueur de cette édition 2025, déclare quelques jours après sa victoire qu'il souhaite que l'Eurovision 2026 se déroule « à Vienne sans Israël ».
Par ailleurs, Eurovision News Spotlight, une initiative de l'UER pour la vérification des faits et le renseignement d'origine sources ouvertes, rapporte avoir obtenu des preuves que l'Agence de publicité du gouvernement israélien a mené une campagne publicitaire pour encourager le soutien du public. Dans le cadre de l'enquête, Eurovision News Spotlight a analysé un compte YouTube créé le 20 avril 2025, sous le nom d'utilisateur @Vote4NewDayWillRise. Entre le 6 et le 16 mai, le compte publie au moins 89 vidéos dans différentes langues, réparties en deux campagnes : une pour la demi-finale ciblant 14 pays et une deuxième pour la finale ciblant 35 pays. Les vidéos réunissent plus de 8,3 millions de vues. De plus, une partie des vidéos a été supprimée le jour de la finale, dont une qui totalisait à elle seule au moins 25,2 millions de vues. Ces vidéos, qui fournissent des instructions sur la façon dont les votants peuvent exprimer leurs 20 votes autorisés en faveur d'Israël, sont ensuite relayées sur différents réseaux sociaux, incluant Instagram, TikTok et X, par certains comptes officiels de l'État et notamment ceux des ambassades d'Israël à travers le monde, ou encore ceux du Premier ministre Benyamin Netanyahou. L'analyse, réalisée à l'aide d'outils open source, n'a trouvé aucune preuve de l'utilisation de l'intelligence artificielle pour les publicités, suggérant que la représentante d'Israël, Yuval Raphael, était personnellement impliquée dans la création de ces vidéos. Le gouvernement israélien a, par ailleurs, admis avoir procédé à une opération similaire l'année précédente,,,,. Ce type de manipulation promotionnelle ciblée, bien que non interdit par le règlement du concours, et mené par plusieurs autres pays qui ont également incité au vote pour leur artiste — à moindre échelle —, est qualifié d'« abus » du système par le diffuseur finlandais Yle,.
Selon le journal britannique The Guardian, plusieurs données dessinent une contradiction entre les résultats du télévote et la popularité réelle de la chanson israélienne auprès du public. Le nombre d'écoutes et de visionnages observé sur Spotify et sur YouTube au jour du concours montre que le titre de Yuval Raphael est loin d'être aussi populaire que plusieurs de ses concurrents. Ainsi, New Day Will Rise ne se classe qu'à la 19e place des chansons de cette édition sur Spotify durant la semaine où se tient le concours. De plus, la VRT révèle, de son côté, une disparité entre les audiences de l'émission et le nombre de votes envoyés dans le pays. Ainsi, alors que le nombre de téléspectateurs du concours a chuté en Belgique — passant de 1,6 million de téléspectateurs en 2023 à 950 000 en 2025 —, le nombre de votes n'a, lui, cessé de croître au point de quasiment doubler en 2 ans, passant de 129 932 télévotes en 2023 à 200 614 en 2024 et 220 554 en 2025,,.
Pour The Times of Israel, trois facteurs expliquent le bon score d'Israël : « un effort concerté de la part des partisans d’Israël » ; « la vague de haine anti-Israël » qui aurait mécontenté certains téléspectateurs, les poussant à voter, et enfin un grand nombre de personnes ont « peut-être tout simplement aimé la chanson ».

## Retransmission du concours
L'Eurovision est diffusé dans l'intégralité des pays participants. De plus, plusieurs pays non-participants le retransmettent également. Les tableaux suivants récapitulent les différents diffuseurs, à la fois dans les pays participants et non participants.

### Dans les pays participants
| Pays        | Diffuseur et commentateur(s)                                                      | Diffuseur et commentateur(s)                              | Diffuseur et commentateur(s)                              | Porte-parole                    | Réf.    |
| Pays        | Première demi-finale                                                              | Deuxième demi-finale                                      | Finale                                                    | Porte-parole                    | Réf.    |
| ----------- | --------------------------------------------------------------------------------- | --------------------------------------------------------- | --------------------------------------------------------- | ------------------------------- | ------- |
| Albanie     | RTSH 1, RTSH Muzikë, Radio Tirana                                                 | RTSH 1, RTSH Muzikë, Radio Tirana                         | RTSH 1, RTSH Muzikë, Radio Tirana                         | Andri Xhahu                     | ,       |
| Albanie     | Andri Xhahu                                                                       |                                                           |                                                           | Andri Xhahu                     | ,       |
| Allemagne   | One                                                                               | One                                                       | Das Erste                                                 | Michael Schulte                 | ,       |
| Allemagne   | Thorsten Schorn                                                                   |                                                           |                                                           | Michael Schulte                 | ,       |
| Arménie     | Arménie 1                                                                         | Arménie 1                                                 | Arménie 1                                                 | Lusine Tovmasyan                | [ 151 ] |
| Arménie     | Hrachuhi Utmazyan et Hamlet Arakelyan                                             |                                                           |                                                           | Lusine Tovmasyan                | [ 151 ] |
| Australie   | SBS                                                                               | SBS                                                       | SBS                                                       | Silia Kapsis                    | [ 152 ] |
| Australie   | Courtney Act et Tony Armstrong                                                    |                                                           |                                                           | Silia Kapsis                    | [ 152 ] |
| Autriche    | ORF 1                                                                             | ORF 1                                                     | ORF 1                                                     | Philipp Hansa                   | [ 153 ] |
| Autriche    | Andi Knoll                                                                        |                                                           |                                                           | Philipp Hansa                   | [ 153 ] |
| Autriche    | Non-diffusées                                                                     | Non-diffusées                                             | FM4                                                       | Philipp Hansa                   | [ 154 ] |
| Autriche    | Non-diffusées                                                                     | Non-diffusées                                             | Jan Böhmermann et Olli Schulz                             | Philipp Hansa                   | [ 154 ] |
| Azerbaïdjan | İTV                                                                               | İTV                                                       | İTV                                                       | Safura Alizadeh                 | [ 155 ] |
| Azerbaïdjan | Elnarə Xəlilova et Ağa Nadirov                                                    |                                                           |                                                           | Safura Alizadeh                 | [ 155 ] |
| Belgique    | (nl) VRT 1                                                                        | (nl) VRT 1                                                | (nl) VRT 1                                                | Manu van Acker                  | [ 156 ] |
| Belgique    | Peter Van de Veire                                                                |                                                           |                                                           | Manu van Acker                  | [ 156 ] |
| Belgique    | (fr) La Une                                                                       | (fr) Tipik                                                | (fr) La Une                                               | Manu van Acker                  | ,       |
| Belgique    | Jean-Louis Lahaye et Joëlle Scoriels                                              |                                                           |                                                           | Manu van Acker                  | ,       |
| Chypre      | RIK 1                                                                             | RIK 1                                                     | RIK 1                                                     | Loukas Hamatsos                 | ,       |
| Chypre      | Melína Karageorgíou et Aléxandros Taramountás                                     |                                                           |                                                           | Loukas Hamatsos                 | ,       |
| Chypre      | RIK Trito                                                                         |                                                           |                                                           | Loukas Hamatsos                 | ,       |
| Chypre      | Inconnu                                                                           |                                                           |                                                           | Loukas Hamatsos                 | ,       |
| Croatie     | HRT 1                                                                             | HRT 1                                                     | HRT 1                                                     | Doris Pinčić                    | ,       |
| Croatie     | Duško Ćurlić                                                                      |                                                           |                                                           | Doris Pinčić                    | ,       |
| Danemark    | DR1                                                                               | DR1                                                       | DR1                                                       | Sara Bro                        | ,       |
| Danemark    | Ole Tøpholm                                                                       |                                                           |                                                           | Sara Bro                        | ,       |
| Estonie     | (et) ETV                                                                          | (et) ETV                                                  | (et) ETV                                                  | Kristjan Jakobson               | [ 165 ] |
| Estonie     | Marko Reikop                                                                      |                                                           |                                                           | Kristjan Jakobson               | [ 165 ] |
| Estonie     | (ru) ETV+                                                                         |                                                           |                                                           | Kristjan Jakobson               | [ 165 ] |
| Estonie     | Aleksandr Hobotov et Julia Kalenda                                                |                                                           |                                                           | Kristjan Jakobson               | [ 165 ] |
| Espagne     | La 1                                                                              | La 2                                                      | La 1                                                      | Chanel Terrero                  | [ 166 ] |
| Espagne     | Julia Varela et Tony Aguilar                                                      |                                                           |                                                           | Chanel Terrero                  | [ 166 ] |
| Espagne     | Non-diffusées                                                                     | Non-diffusées                                             | Radio Nacional                                            | Chanel Terrero                  | [ 167 ] |
| Espagne     | Non-diffusées                                                                     | Non-diffusées                                             | David Asensio, Sara Calvo et Luis Miguel Montes           | Chanel Terrero                  | [ 167 ] |
| Finlande    | (fi) Yle TV1                                                                      | (fi) Yle TV1                                              | (fi) Yle TV1                                              | Jasmin Beloued                  | [ 168 ] |
| Finlande    | (fi) Mikko Silvennoinen (sv) Eva Frantz et Johan Lindroos                         |                                                           |                                                           | Jasmin Beloued                  | [ 168 ] |
| Finlande    | Yle Areena                                                                        |                                                           |                                                           | Jasmin Beloued                  | [ 168 ] |
| Finlande    | (smn) Heli Huovinen (se) Aslak Paltto (ru) Levan Tvaltvadze (uk) Galina Sergeyeva |                                                           |                                                           | Jasmin Beloued                  | [ 168 ] |
| France      | France 4                                                                          | France 4                                                  | France 2                                                  | Émilie Mazoyer                  | [ 169 ] |
| France      | Stéphane Bern                                                                     | Stéphane Bern                                             | Stéphane Bern et Laurence Boccolini                       | Émilie Mazoyer                  | [ 169 ] |
| Géorgie     | Première chaîne                                                                   | Première chaîne                                           | Première chaîne                                           | Nutsa Buzaladze                 | [ 170 ] |
| Géorgie     | Inconnu                                                                           |                                                           |                                                           | Nutsa Buzaladze                 | [ 170 ] |
| Grèce       | ERT1                                                                              | ERT1                                                      | ERT1                                                      | Jenny Theona                    | ,       |
| Grèce       | Maria Kozakou et Yórgos Kapoutzídis                                               |                                                           |                                                           | Jenny Theona                    | ,       |
| Grèce       | Deftero Programma                                                                 |                                                           |                                                           | Jenny Theona                    | ,       |
| Grèce       | Dimitris Meidanis                                                                 |                                                           |                                                           | Jenny Theona                    | ,       |
| Irlande     | RTÉ One                                                                           | RTÉ Two                                                   | RTÉ One                                                   | Nicky Byrne                     | ,       |
| Irlande     | Marty Whelan                                                                      |                                                           |                                                           | Nicky Byrne                     | ,       |
| Islande     | (is) RÚV                                                                          | (is) RÚV                                                  | (is) RÚV                                                  | Hera Björk                      | ,       |
| Islande     | Guðrún Dís Emilsdóttir                                                            |                                                           |                                                           | Hera Björk                      | ,       |
| Islande     | (icl) RÚV 2                                                                       | Non-diffusée                                              | (icl) RÚV 2                                               | Hera Björk                      | ,       |
| Islande     | Diffusion en langue des signes                                                    | Non-diffusée                                              | Diffusion en langue des signes                            | Hera Björk                      | ,       |
| Israël      | Kan 11                                                                            | Kan 11                                                    | Kan 11                                                    | Eden Golan                      | ,       |
| Israël      | Asaf Liberman et Akiva Novick                                                     |                                                           |                                                           | Eden Golan                      | ,       |
| Italie      | Rai 2                                                                             | Rai 2                                                     | Rai 1                                                     | Topo Gigio                      | ,       |
| Italie      | Gabriele Corsi et BigMama                                                         |                                                           |                                                           | Topo Gigio                      | ,       |
| Italie      | Non-diffusées                                                                     | Non-diffusées                                             | Rai Radio 2                                               | Topo Gigio                      | [ 181 ] |
| Italie      | Non-diffusées                                                                     | Non-diffusées                                             | Diletta Parlangeli et Matteo Osso                         | Topo Gigio                      | [ 181 ] |
| Lettonie    | LTV 1                                                                             | LTV 1                                                     | LTV 1                                                     | Dons                            | [ 182 ] |
| Lettonie    | Toms Grēviņš                                                                      | Toms Grēviņš                                              | Toms Grēviņš et Marija Naumova                            | Dons                            | [ 182 ] |
| Lituanie    | LRT Televizija                                                                    | LRT Televizija                                            | LRT Televizija                                            | Silvester Belt                  | ,       |
| Lituanie    | Ramūnas Zilnys                                                                    |                                                           |                                                           | Silvester Belt                  | ,       |
| Luxembourg  | (lb) RTL Télé Lëtzebuerg                                                          | (lb) RTL Télé Lëtzebuerg                                  | (lb) RTL Télé Lëtzebuerg                                  | Fabienne Zwally                 | ,       |
| Luxembourg  | Roger Saurfeld et Raoul Roos                                                      |                                                           |                                                           | Fabienne Zwally                 | ,       |
| Luxembourg  | Non-diffusée                                                                      | (fr) RTL Infos                                            | (fr) RTL Infos                                            | Fabienne Zwally                 | ,       |
| Luxembourg  | Non-diffusée                                                                      | Fabien Rodrigues et Jérôme Didelot                        |                                                           | Fabienne Zwally                 | ,       |
| Luxembourg  | Non-diffusée                                                                      | (en) RTL Today                                            | (en) RTL Today                                            | Fabienne Zwally                 | ,       |
| Luxembourg  | Non-diffusée                                                                      | Melissa Dalton et Meredith Moss                           |                                                           | Fabienne Zwally                 | ,       |
| Malte       | TVM                                                                               | TVM                                                       | TVM                                                       | Ingrid Sammut                   | [ 189 ] |
| Malte       | Pas de commentaire                                                                |                                                           |                                                           | Ingrid Sammut                   | [ 189 ] |
| Monténégro  | TV CG 1                                                                           | TV CG 1                                                   | TV CG 1                                                   | Marko Vukčević                  | ,       |
| Monténégro  | Dražen Bauković                                                                   |                                                           |                                                           | Marko Vukčević                  | ,       |
| Norvège     | NRK1                                                                              | NRK1                                                      | NRK1                                                      | Tom Hugo                        | [ 192 ] |
| Norvège     | Marte Skokstad                                                                    |                                                           |                                                           | Tom Hugo                        | [ 192 ] |
| Norvège     | Non-diffusées                                                                     | Non-diffusées                                             | NRK P1                                                    | Tom Hugo                        | [ 192 ] |
| Norvège     | Non-diffusées                                                                     | Non-diffusées                                             | Jon Marius Hyttebakk                                      | Tom Hugo                        | [ 192 ] |
| Pays-Bas    | NPO 1                                                                             | NPO 1                                                     | NPO 1                                                     | Chantal Janzen                  | ,       |
| Pays-Bas    | Cornald Maas                                                                      |                                                           |                                                           | Chantal Janzen                  | ,       |
| Pologne     | TVP 1                                                                             | TVP 1                                                     | TVP 1                                                     | Aleksandra Budka                | ,       |
| Pologne     | Artur Orzech                                                                      |                                                           |                                                           | Aleksandra Budka                | ,       |
| Portugal    | RTP1                                                                              | RTP1                                                      | RTP1                                                      | Iolanda                         | [ 197 ] |
| Portugal    | José Carlos Malato et Nuno Galopim                                                |                                                           |                                                           | Iolanda                         | [ 197 ] |
| Royaume-Uni | BBC One                                                                           | BBC One                                                   | BBC One                                                   | Sophie Ellis-Bextor             | [ 198 ] |
| Royaume-Uni | Scott Mills et Rylan                                                              | Scott Mills et Rylan                                      | Graham Norton                                             | Sophie Ellis-Bextor             | [ 198 ] |
| Royaume-Uni | BBC Radio 2                                                                       |                                                           |                                                           | Sophie Ellis-Bextor             | [ 198 ] |
| Royaume-Uni | Sara Cox et Richie Anderson                                                       | Sara Cox et Richie Anderson                               | Scott Mills et Rylan                                      | Sophie Ellis-Bextor             | [ 198 ] |
| Saint-Marin | San Marino RTV                                                                    | San Marino RTV                                            | San Marino RTV                                            | Senhit                          | [ 199 ] |
| Saint-Marin | Anna Gaspari et Gigi Restivo                                                      |                                                           |                                                           | Senhit                          | [ 199 ] |
| Serbie      | RTS 1                                                                             | RTS 1                                                     | RTS 1                                                     | Dragana Kosjerina               | ,       |
| Serbie      | Duška Vučinić                                                                     |                                                           |                                                           | Dragana Kosjerina               | ,       |
| Slovénie    | TV SLO 2                                                                          | TV SLO 2                                                  | TV SLO 1                                                  | Lorella Flego                   | ,       |
| Slovénie    | Mojca Mavec                                                                       |                                                           |                                                           | Lorella Flego                   | ,       |
| Slovénie    | Radio Val 202                                                                     | Non-diffusée                                              | Radio Val 202                                             | Lorella Flego                   | ,       |
| Slovénie    | Maj Valerij                                                                       | Non-diffusée                                              | Maj Valerij et Igor Bračič                                | Lorella Flego                   | ,       |
| Suède       | SVT1                                                                              | SVT1                                                      | SVT1                                                      | Keyyo                           | [ 204 ] |
| Suède       | Edward af Sillén et Tina Mehrafzoon                                               | Edward af Sillén et Tina Mehrafzoon                       | Edward af Sillén et Petra Mede                            | Keyyo                           | [ 204 ] |
| Suède       | SR P4                                                                             | SR P4                                                     | SR P4                                                     | Keyyo                           | [ 205 ] |
| Suède       | Carolina Norén                                                                    |                                                           |                                                           | Keyyo                           |         |
| Suisse      | (de) SRF 1                                                                        | (de) SRF 1                                                | (de) SRF 1                                                | Mélanie Freymond et Sven Epiney | ,       |
| Suisse      | Sven Epiney                                                                       |                                                           |                                                           | Mélanie Freymond et Sven Epiney | ,       |
| Suisse      | (fr) RTS 1                                                                        | (fr) RTS 1                                                | (fr) RTS 1                                                | Mélanie Freymond et Sven Epiney | ,       |
| Suisse      | Jean-Marc Richard et Nicolas Tanner                                               |                                                           |                                                           | Mélanie Freymond et Sven Epiney | ,       |
| Suisse      | (it) RSI La 1                                                                     | (it) RSI La 1                                             | (it) RSI La 1                                             | Mélanie Freymond et Sven Epiney | [ 211 ] |
| Suisse      | Ellis Cavallini et Gian-Andrea Costa                                              |                                                           |                                                           | Mélanie Freymond et Sven Epiney | [ 211 ] |
| Suisse      | (sgg) SRF Info, Play SRF ; (ssr) Play RTS ; (slf) App RSI                         | (sgg) SRF Info, Play SRF ; (ssr) Play RTS ; (slf) App RSI | (sgg) SRF Info, Play SRF ; (ssr) Play RTS ; (slf) App RSI | Mélanie Freymond et Sven Epiney | [ 206 ] |
| Suisse      | Diffusions dans les langues des signes suisses.                                   |                                                           |                                                           | Mélanie Freymond et Sven Epiney | [ 206 ] |
| Suisse      | Non-diffusées                                                                     | Non-diffusées                                             | (de) Radio SRF 3                                          | Mélanie Freymond et Sven Epiney | ,       |
| Suisse      | Non-diffusées                                                                     | Non-diffusées                                             | Céline Werdelis                                           | Mélanie Freymond et Sven Epiney | ,       |
| Suisse      | Non-diffusées                                                                     | Non-diffusées                                             | (fr) RTS Première                                         | Mélanie Freymond et Sven Epiney | ,       |
| Suisse      | Non-diffusées                                                                     | Non-diffusées                                             | Claire Mudry                                              | Mélanie Freymond et Sven Epiney | ,       |
| Suisse      | Non-diffusées                                                                     | Non-diffusées                                             | (it) RSI Rete Tre                                         | Mélanie Freymond et Sven Epiney | ,       |
| Suisse      | Non-diffusées                                                                     | Non-diffusées                                             | Davide Gagliardi                                          | Mélanie Freymond et Sven Epiney | ,       |
| Suisse      | Non-diffusées                                                                     | Non-diffusées                                             | (rm) Radio RTR                                            | Mélanie Freymond et Sven Epiney | ,       |
| Suisse      | Non-diffusées                                                                     | Non-diffusées                                             | Elias Tsoutsaios                                          | Mélanie Freymond et Sven Epiney | ,       |
| Tchéquie    | ČT1                                                                               | ČT1                                                       | ČT1                                                       | Radka Rosická                   | [ 213 ] |
| Tchéquie    | Ondřej Cikán                                                                      | Ondřej Cikán                                              | Ondřej Cikán et Aiko                                      | Radka Rosická                   | [ 213 ] |
| Ukraine     | Suspilne Kultura                                                                  | Suspilne Kultura                                          | Suspilne Kultura                                          | Jerry Heil                      | [ 214 ] |
| Ukraine     | Timour Mirochnytchenko et Oleksandr Pedan                                         | Timour Mirochnytchenko et Vlad Kuran                      | Timour Mirochnytchenko et Alyona Alyona                   | Jerry Heil                      | [ 214 ] |
| Ukraine     | Radio Promin                                                                      |                                                           |                                                           | Jerry Heil                      | [ 214 ] |
| Ukraine     | Dmytro Zakharchenko et Lesia Antypenko                                            | Dmytro Zakharchenko et Lesia Antypenko                    | Anna Zakletska et Denys Denysenko                         | Jerry Heil                      | [ 214 ] |

### Dans les autres pays
| Pays              | Diffuseur et commentateur(s)    | Diffuseur et commentateur(s) | Diffuseur et commentateur(s) | Réf.    |
| Pays              | Première demi-finale            | Deuxième demi-finale         | Finale                       | Réf.    |
| ----------------- | ------------------------------- | ---------------------------- | ---------------------------- | ------- |
| Chili             | Zapping Chanel                  | Zapping Chanel               | Zapping Chanel               | [ 215 ] |
| Chili             | Pas de commentaire              |                              |                              | [ 215 ] |
| États-Unis        | Peacock                         | Peacock                      | Peacock                      | [ 216 ] |
| États-Unis        | Pas de commentaire              |                              |                              | [ 216 ] |
| Îles Féroé        | KVF                             | KVF                          | KVF                          | [ 217 ] |
| Îles Féroé        | Gunnar Nolsøe                   |                              |                              | [ 217 ] |
| Kosovo            | RTK1, Radio Kosovo 2            | RTK1, Radio Kosovo 2         | RTK1, Radio Kosovo 2         | [ 218 ] |
| Kosovo            | Agron Krasniqi et Egzona Rafuna |                              |                              | [ 218 ] |
| Macédoine du Nord | MRT 1                           | MRT 1                        | MRT 1                        | [ 219 ] |
| Macédoine du Nord | Aleksandra Jovanovska           |                              |                              | [ 219 ] |
| Moldavie          | Moldova 1                       | Moldova 1                    | Moldova 1                    | [ 35 ]  |
| Moldavie          | Ion Jalbă et Daniela Crudu      |                              |                              | [ 35 ]  |

### Audiences
En 2025, le Concours atteint 166 millions de téléspectateurs, soit une hausse de trois millions par rapport à l'année précédente. Le tableau ci-dessous résume les audiences de la finale dans différents pays diffuseurs :
| Pays                          | Part d'audience | Téléspectateurs                          | Réf.    |
| ----------------------------- | --------------- | ---------------------------------------- | ------- |
| Allemagne                     | NC              | 9 160 000                                | [ 221 ] |
| Australie                     | NC              | 284 000 (en direct) 169 000 (en différé) | ,       |
| Autriche                      | 46,0 %          | 896 000                                  | [ 224 ] |
| Belgique Communauté flamande  | NC              | 663 011                                  | [ 225 ] |
| Belgique Communauté française | NC              | 289 623                                  | [ 226 ] |
| Danemark                      | NC              | 794 000                                  | ,       |
| Espagne                       | 50,1 %          | 5 884 000                                | [ 229 ] |
| Estonie                       | NC              | 215 000                                  | [ 230 ] |
| Finlande                      | NC              | 1 700 000                                | [ 231 ] |
| France                        | 40,0 %          | 5 280 000                                | [ 232 ] |
| Grèce                         | 70,8 %          | 2 755 000                                | [ 233 ] |
| Irlande                       | 30,0 %          | 268 000                                  | [ 234 ] |
| Islande                       | 60,1 %          | 159 980                                  | [ 235 ] |
| Italie                        | 33,9 %          | 4 756 000                                | [ 236 ] |
| Lituanie                      | NC              | 491 700                                  | [ 237 ] |
| Norvège                       | NC              | 844 000                                  | [ 238 ] |
| Pays-Bas                      | 66,1 %          | 3 590 000                                | [ 239 ] |
| Pologne                       | 36,6 %          | 3 350 000                                | [ 240 ] |
| Portugal                      | 20,5 %          | 866 000                                  | [ 241 ] |
| Royaume-Uni                   | NC              | 6 700 000                                | [ 242 ] |
| Serbie                        | 5,2 %           | NC                                       | [ 243 ] |
| Slovénie                      | 7,8 %           | 150 400                                  | [ 244 ] |
| Suisse Suisse alémanique      | 57,5 %          | 880 000                                  | [ 245 ] |
| Suisse Suisse romande         | 59,4 %          | 198 000                                  | [ 246 ] |
| Suède                         | NC              | 2 557 000                                | [ 247 ] |
| Tchéquie                      | 9,71 %          | 173 000                                  | [ 248 ] |
| Ukraine                       | 13,24 %         | 619 000                                  | [ 249 ] |